# Woodrow Wilson
Thomas Woodrow Wilson (Staunton, Virginia, 28 de diciembre de 1856-Washington D. C., 3 de febrero de 1924) fue un político, académico y abogado estadounidense que se desempeñó como el vigésimo octavo presidente de los Estados Unidos desde 1913 hasta 1921. Miembro del Partido Demócrata, Wilson fue también presidente de la Universidad de Princeton y gobernador de Nueva Jersey antes de ganar las elecciones presidenciales de 1912.
Como presidente de los Estados Unidos cambió la política económica y condujo al país a la Primera Guerra Mundial en 1917. Llevó a cabo una política exterior intervencionista en Iberoamérica orientada a cambiar la opinión pública estadounidense para intervenir en la Gran Guerra. Su entrada en el bando denominado Triple Entente en 1917 inclinó la victoria hacía este lado, pero también contribuyó a difundir una de las mayores pandemias de la humanidad, la Pandemia de gripe de 1918. En enero de 1918 expuso sus famosos catorce puntos para asegurar la paz en Europa y el mundo. Su postura progresista en política exterior se conoció como wilsonianismo.
Participó en 1919 en la conferencia de Paz de París y ese mismo año le fue concedido el Premio Nobel de la Paz como impulsor y arquitecto del incipiente proyecto de la Sociedad de Naciones. A su regreso, por diferencias con el partido Republicano, el Congreso no ratificó el Tratado de Versalles ni la unión a Liga.
Wilson buscó un tercer mandato presidencial pero sufrió un derrame cerebral severo en octubre de 1919 que le dejó incapacitado. Mientras tanto sus políticas distanciaron a los demócratas americano-alemanes y americano-irlandés y permitieron que los republicanos ganaran con una aplastante victoria en los comicios de 1920. Los historiadores y académicos estadounidenses generalmente han calificado su mandato como bueno, por encima de otros presidentes de los Estados Unidos, pese a que fue defensor de la segregación racial. Aun así su liberalismo sigue siendo un factor importante en la política exterior estadounidense y su visión de la autodeterminación étnica tuvo resonancia en todo el mundo.[cita requerida]

## Biografía

### Primeros años
Thomas Woodrow Wilson nació en Staunton, Virginia, en el seno de una familia de ascendencia escocesa-irlandesa. Fue el tercero de los cuatro hijos y el primero varón de Joseph Ruggles Wilson y Jessie Janet Mary Woodrow. Los abuelos paternos de Wilson habían emigrado a Estados Unidos desde Strabane, Condado de Tyrone, Irlanda, en 1807 y se establecieron en Steubenville, Ohio. Su abuelo paterno, James Wilson, publicaba un periódico con ideas políticas a favor de los aranceles y el abolicionismo. Su abuelo materno, el reverendo Thomas Woodrow, se mudó primero de Paisley, Renfrewshire, Escocia, a Carlisle, Cumbria, Inglaterra, antes de emigrar a Chillicothe, Ohio, a finales de la década de 1830. Joseph Wilson conoció a Jessie Woodrow en una academia para señoritas en Steubenville y contrajeron matrimonio el 7 de junio de 1849. Poco después Joseph fue ordenado pastor presbiterano y destinado a la comunidad de Staunton.
Thomas nació en la misma casa que hoy día es la Biblioteca Presidencial Woodrow Wilson, también conocida como Manse, que en ese entonces funcionaba como la Primera Iglesia presbiterana del pueblo, en el que su padre servía como pastor.
Antes de cumplir los doce años Wilson y la familia se mudaron a Augusta, Georgia. El primer recuerdo que tenía Wilson de su primera juventud fue cuando jugaba en su patio cerca de la puerta principal de la casa parroquial de Augusta a la edad de tres años, cuando escuchó a alguien que pasaba por allí anunciar con disgusto que Abraham Lincoln había sido elegido y que se avecinaba una guerra. Wilson es uno de los dos únicos presidentes de Estados Unidos que fueron ciudadanos de los Estados Confederados de América;  el otro fue John Tyler. El padre de Wilson se identificó con el sur de los Estados Unidos y fue un firme partidario de la Confederación durante la guerra civil estadounidense.
Joseph, el padre de Wilson, fue uno de los fundadores de la Iglesia Presbiteriana del Sur en los Estados Unidos (PCUS) luego de su separación en 1861 de los Presbiterianos del Norte. Se convirtió en ministro de la Primera Iglesia presbiteriana en Augusta, y junto con su familia vivió allí hasta 1870. De 1870 a 1874, Wilson vivió en Columbia, Carolina del Sur, donde su padre era profesor de teología en el Seminario Teológico de Columbia.
Wilson asistió al Davidson College en Davidson, Carolina del Norte en el periodo escolar 1873–74, pero se trasladó como estudiante de primer año al College of New Jersey, que ahora es la Universidad de Princeton, donde estudió filosofía política e historia. Durante sus años de estudiante se unió a la fraternidad Phi Kappa Psi y participó activamente en la sociedad literaria y de debate Whig. Fue elegido presidente de la asociación de fútbol americano de la escuela, presidente de la asociación estudiantil de beisbol de la escuela y director editorial del periódico estudiantil. Participó en las elecciones presidenciales de 1876 apoyando al candidato demócrata Samuel J. Tilden.

### Estudios
Después de graduarse de Princeton en 1879, Wilson asistió a la Facultad de Derecho de la Universidad de Virginia en Charlottesville, Virginia, donde participó en el coro vocal masculino, Virginia Glee Club y se desempeñó como presidente de la Sociedad Literaria y de Debate de Jefferson. Su mala salud lo obligó a abandonar la Facultad de Derecho, pero continuó estudiando por su cuenta mientras vivía en Wilmington, Carolina del Norte. Wilson fue admitido en el colegio de abogados de Georgia e hizo un breve intento de establecer un bufete de abogados en Atlanta en 1882. Wilson encontraba interesante la historia legal y la jurisprudencia sustantiva, pero aborrecía los aspectos procesales cotidianos de la práctica del derecho. Después de menos de un año de practicar la abogacía, Wilson abandonó su práctica para dedicarse al estudio de la ciencia política y la historia.
A fines de 1883, Wilson se matriculó en la Universidad Johns Hopkins en Baltimore para realizar estudios de doctorado. Basado en el modelo humboldtiano de educación superior, Johns Hopkins se inspiró particularmente en la histórica Universidad de Heidelberg en Alemania y se comprometió con la investigación como elemento central de su misión académica e institucional. Wilson estudió historia, ciencias políticas, alemán, entre otros campos. La intención del joven Wilson era convertirse en profesor, y escribió que: "una cátedra era el único lugar factible para mí, el único lugar que me proporcionaría tiempo libre para leer y para el trabajo original, el único lugar estrictamente literario con un ingreso adjunto".
Wilson pasó gran parte de su tiempo en la Universidad Johns Hopkins escribiendo Gobierno del Congreso: un estudio sobre la política estadounidense, que surgió de una serie de ensayos en los que examinaba el funcionamiento del gobierno federal. En 1886, Wilson obtuvo un doctorado en historia y gobierno de la Universidad Johns Hopkins, lo que lo convierte en el único presidente de los Estados Unidos con un doctorado.

### Matrimonio y familia
En 1883, Wilson inició su relación con Ellen Louise Axson, la hija de un ministro presbiteriano de Savannah, Georgia. Se comprometieron en septiembre de 1883 pero pospusieron el matrimonio hasta que ella culminara sus estudios de bellas artes. Ellen se graduó de la Art Students League de Nueva York en Manhattan, trabajó como retratista y recibió un premio por sus obras en la Exposición Universal de París de 1878. Renunció a su actividad artística por casarse con Wilson en 1885. También aprendió alemán para ayudar a traducir textos políticos para las investigaciones de su esposo.
En abril de 1886 nació la primera hija de la pareja, Margaret Woodrow Wilson. Su segunda hija, Jessie Woodrow Wilson Sayre, que fue una importante sufragista, nació en agosto de 1887. La tercera y última hija, Eleanor Randolph Wilson McAdoo, una reconocida escritora, nació en octubre de 1889. En 1913, Jessie, contajo matrimonio con el profesor Francis Bowes Sayre, quien luego se desempeñaría como alto comisionado para Filipinas. Eleonor, se casó en 1914, con el abogado y estadista William Gibbs McAdoo, secretario del Tesoro de los Estados Unidos, bajo el gobierno de Wilson y más tarde senador de Estados Unidos por California.
La primera esposa de Wilson, Ellen Axson Wilson, falleció el 6 de agosto de 1914 y Wilson se casó en segunda nupcias con Edith Bolling Galt el 18 de diciembre de 1915.

### Carrera académica (1885-1910)

#### Profesor
Entre 1885 y 1888, Wilson impartió clases en la escuela de artes liberales Bryn Mawr College, una universidad para mujeres recién establecida en Bryn Mawr, Pensilvania, cercana a Filadelfia. Wilson enseñó diversas materias, entre ellas historia antigua de Grecia y Roma, historia de Estados Unidoses y ciencia política. En ese momento, solo había 42 estudiantes en la universidad. M. Carey Thomas, la decana en ese entonces, era una feminista convencida y Wilson se enfrentó con ella por su contrato como profesor, lo que resultó en una amarga disputa entre los dos. En 1888, Wilson dejó Bryn Mawr College y no recibió ninguna despedida.

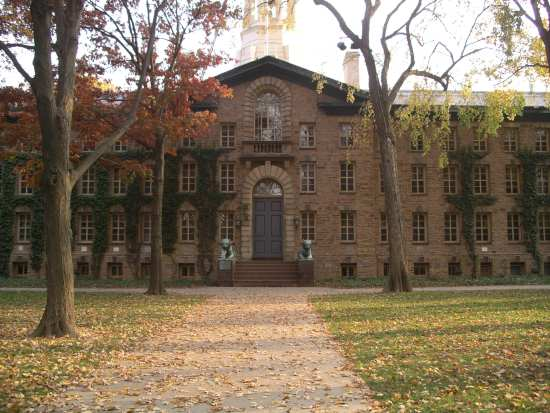
Antes de dejar el cargo como presidente de la Universidad de Princeton, Wilson reforzó el programa científico para centrarse en la investigación "pura".

Wilson aceptó un puesto en la Wesleyan University, una universidad de pregrados de élite para hombres en Middletown, Connecticut, donde se dedicó a entrenar al equipo de fútbol americano, fundó un equipo de debate e impartió cursos de posgrado en economía política e historia occidental.
En febrero de 1890, con la ayuda de algunos amigos, Wilson fue nombrado presidente de Jurisprudencia y Economía Política en el College of New Jersey, con un salario anual de 3.000 dólares (equivalente a 97 711 dólares en 2022).  Wilson se ganó rápidamente en esta Universidad, la reputación de buen orador. En 1896, el College of New Jersey pasó a denominarse  Universidad de Princeton. El cambio de nombre fue acompañado de un ambicioso programa de expansión de la misma.  Para las  elecciones presidenciales de Estados Unidos de 1896, Wilson rechazó al candidato demócrata William Jennings Bryan por considerarlo demasiado a la izquierda y, en su lugar, apoyó a John M. Palmer, candidato más conservador del "Gold Democrat". La reputación académica de Wilson siguió creciendo a lo largo de la década de 1890 y rechazó varios puestos en otras instituciones, como la Universidad Johns Hopkins y la Universidad de Virginia.
En la Universidad de Princeton, Wilson publicó varios trabajos de historia y ciencia política y fue colaborador habitual del Political Science Quarterly. El libro de texto académico de Wilson, The State, fue ampliamente utilizado en los cursos universitarios estadounidenses hasta la década de 1920. En The State, Wilson escribió que los gobiernos podían promover legítimamente el bienestar general:
"Prohibiendo el trabajo infantil, supervisando las condiciones sanitarias de las fábricas, limitando el empleo de mujeres en ocupaciones nocivas para su salud, instituyendo pruebas oficiales de la pureza o la calidad de los bienes vendidos, limitando las horas de trabajo en ciertos oficios, [y] por ciento una limitaciones del poder de hombres sin escrúpulos o sin corazón para superar a los escrupulosos y misericordiosos en el comercio o la industria".
También escribió que los esfuerzos de caridad deberían eliminarse del dominio privado y "hacer el deber legal imperativo del todo", una posición que, según el historiador Robert M. Saunders, parecía indicar que Wilson "estaba sentando las bases" para el estado de bienestar moderno. Su tercer libro, División y reunión (1893), se convirtió en un libro de texto universitario estándar para la enseñanza de la historia de Estados Unidos a mediados y finales del siglo XIX.

#### Presidente de la Universidad de Princeton (1902-1910)
En junio de 1902, los patronos de la Universidad de Princeton ascendieron al profesor Wilson al cargo de presidente, en sustitución de Patton, a quien  consideraban ineficiente. Desde su nuevo cargo elevó los estándares de admisión. Para hacer hincapié en el desarrollo de conocimientos especializados, Wilson instituyó departamentos académicos y un sistema de asignaturas troncales. Los estudiantes debían reunirse en grupos de seis bajo la guía de asistentes de enseñanza conocidos como preceptores. Para financiar estos nuevos programas, Wilson emprendió una ambiciosa y exitosa campaña de recaudación de fondos, convenciendo a antiguos alumnos como Moses Taylor Pyne y filántropos como Andrew Carnegie para que hicieran donaciones a la universidad. Wilson nombró al primer profesor judío y al primero católico y contribuyó a liberar al consejo del dominio de los presbiterianos conservadores. Al mismo tiempo, luchó para mantener a los afroamericanos fuera de la Universidad, incluso cuando otras escuelas de la Ivy League comenzaban a aceptar a un pequeño número de personas negras.
Los esfuerzos de Wilson por reformar Princeton le dieron notoriedad a nivel nacional, pero también afectaron su salud. En 1906, Wilson despertó un día ciego del ojo izquierdo, como resultado de un coágulo de sangre e hipertensión. La opinión médica moderna conjetura que Wilson había sufrido un derrame cerebral; más tarde se le diagnosticó, como a su padre, un endurecimiento de las arterias. Comenzó a exhibir los rasgos de impaciencia e intolerancia de su padre, que en ocasiones lo llevarían a errores de juicio.
En 1906, mientras estaba de vacaciones en las Islas Bermudas, Wilson conoció a Mary Hulbert Peck, una mujer de la alta sociedad estadounidense. Según el biógrafo August Heckscher, la amistad de Wilson con Peck se convirtió en un tema de discusión entre Wilson y su esposa, aunque los historiadores de Wilson no han establecido de manera concluyente que fueran amantes. Wilson también le envió cartas muy personales, que fueron utilizadas en su contra por sus adversarios políticos.
Tras reorganizar el plan de estudios de la Universidad de Princeton y establecer el sistema de preceptorías, Wilson intentó reducir la influencia de las élites sociales en Princeton aboliendo los clubes de comidas de la clase alta. Propuso trasladar a los estudiantes a colegios universitarios, también conocidos como cuadriláteros, pero el plan de Wilson se encontró con la feroz oposición de los antiguos alumnos de Princeton. En octubre de 1907, debido a la intensidad de la oposición de los antiguos alumnos, el consejo de la Universidad ordenó a Wilson la retirada de su plan para reubicarlos. Al final de su mandato, Wilson tuvo un enfrentamiento con Andrew Fleming West, decano de la escuela de posgrado de la Universidad de Princeton y con su aliado, el expresidente Grover Cleveland, quien era patrono de Princeton. Wilson quería integrar un edificio para la escuela de posgrado en el núcleo del campus, pero West prefería un emplazamiento más alejado. En 1909, la junta de Princeton aceptó una donación hecha a la campaña de la escuela de posgrado  condicionada a que ésta se ubicara fuera del campus.
Wilson se sintió desencantado con su trabajo como presidente de la Universidad de Princeton debido a la resistencia a sus recomendaciones y comenzó a considerar la posibilidad de postularse para un cargo político. Antes de la Convención Nacional Demócrata de 1908, Wilson insinuó a algunos miembros  influyentes del Partido Demócrata su interés en la candidatura por la presidencia. Si bien no tenía expectativas reales de ser incluido, Wilson dejó claro de que no quería la nominación a la vicepresidencia. Los militantes del partido consideraban sus ideas políticas disparatadas y fantasiosas, pero las primeras bases de interés quedaron sembradas. En 1956, McGeorge Bundy describió la contribución de Wilson a Princeton: "Wilson tenía razón en su convicción de que Princeton debe ser más que un hogar maravillosamente agradable y decente para jóvenes agradables; ha sido más desde su época".

### Gobernador de Nueva Jersey (1911-1913)
Hacia enero de 1910, Wilson había atraído la atención del senador James Smith Jr. y de George Brinton McClellan Harvey, dos líderes del Partido Demócrata de Nueva Jersey, como posible candidato en las próximas elecciones para gobernador de Nueva Jersey. Tras haber perdido en las últimas cinco elecciones para gobernador, los líderes demócratas del Estado decidieron apoyar a la candidatura de Wilson, nuevo y poco convencional para su época. Los líderes del partido creían que la reputación académica de Wilson lo convertía en el portavoz ideal contra los monopolios y la corrupción, pero también esperaban que su inexperiencia en el gobierno lo hiciera fácilmente influenciable. Wilson accedió a aceptar la nominación, siempre y cuando "llegara sin haberla solicitado, por unanimidad y sin compromisos ni con nada ni con nadie".

Los resultados de las elecciones para gobernador de Nueva Jersey de 1910 con los condados ganados por Wilson resaltados en azul.

El 20 de octubre de 1910, Wilson presentaba su carta de renuncia a la Universidad de Princeton. Su campaña se centró en su promesa de independendencia frente a los líderes del partido. Pronto se desprendió de su estilo académico enfavor de un discurso más impetuoso y desenfadado y se presentó ante el público como un progresista. Aunque el republicano William Howard Taft había ganadoó en las elecciones presidenciales de 1908 en Nueva Jersey por más de 82.000 votos, Wilson derrotó rotundamente al candidato republicano, Vivian M. Lewis, por un margen de más de 65.000 votos. Los demócratas también tomaron el control de la Asamblea General en las elecciones de 1910, aunque el Senado Estatal permaneció en manos republicanas. Después de ganar las elecciones, Wilson nombró a Joseph Patrick Tumulty como su secretario privado, cargo que ocupó durante toda la carrera política de Wilson.
Wilson comenzó a formular una agenda reformista, con la intención de ignorar las demandas de la maquinaria de su partido. Smith le pidió a Wilson que respaldara su candidatura al Senado de los Estados Unidos, pero Wilson se negó y en su lugar respaldó al oponente de Smith, James Edgar Martine , quien había ganado las primarias demócratas. La victoria de Martine en las elecciones al Senado ayudó a Wilson a posicionarse como una fuerza independiente en el Partido Demócrata de Nueva Jersey. Cuando Wilson asumió el cargo, Nueva Jersey se había ganado una reputación de corrupción pública; el estado era conocido como la "Madre de los fideicomisos" porque permitía a empresas como Standard Oil escapar de las leyes antimonopolio de otros estados. Wilson y sus aliados ganaron rápidamente la aprobación del proyecto de ley Geran, que socavaba el poder de los jefes políticos al exigir primarias para todos los cargos electivos y funcionarios del partido. Una ley de prácticas corruptas y un estatuto de compensación laboral que Wilson apoyó ganó aprobación poco después. Por su éxito en la aprobación de estas leyes durante los primeros meses de su mandato como gobernador, Wilson ganó el reconocimiento nacional y bipartidista como reformador y líder del movimiento progresista.
Los republicanos tomaron el control de la asamblea estatal a principios de 1912 y Wilson pasó gran parte del resto de su mandato vetando proyectos de ley. No obstante, ganó la aprobación de leyes que restringían el trabajo de mujeres y niños y aumentaban los estándares para las condiciones de trabajo en las fábricas. Se creó una nueva Junta Estatal de Educación "con el poder de realizar inspecciones y hacer cumplir las normas, regular la autoridad de préstamo de los distritos y exigir clases especiales para estudiantes con discapacidades". Antes de abandonar el cargo, Wilson supervisó el establecimiento de clínicas dentales gratuitas y promulgó una ley de pobreza "integral y científica". Se estandarizó la enfermería capacitada, mientras que se abolió el trabajo por contrato en todos los reformatorios y prisiones y además se aprobó una ley de sentencia indeterminada. Se dictó una ley que obligaba a todas las empresas ferroviarias a "pagar a sus empleados dos veces al mes", mientras se reglamentaba la jornada laboral, la salud, la seguridad, el empleo y la edad de las personas empleadas en los establecimientos mercantiles. Poco antes de dejar el cargo, Wilson firmó una serie de leyes antimonopolio conocidas como las Seven Sisters, así como otra ley que eliminaba el poder de seleccionar jurados de los alguaciles locales.

### Elecciones presidenciales de 1912

#### Nominación demócrata
Después de su elección como gobernador de Nueva Jersey en 1910, Wilson se erigió en un candidato relevante a la presidencia de Estados Unidos para las elecciones de 1912. Sus enfrentamientos con la dirección de los partidos estatales mejoraron su reputación entre el creciente movimiento progresista. Wilson también recibió el apoyo de antiguos alumnos de la Universidad de Princeton como Cyrus McCormick y otros sureños como Walter Hines Page , quien creía que su estatus de migrante procedente del sur del país le proporcionaba un gran atractivo. Aunque el giro de Wilson hacia la izquierda estadounidense ganó la admiración de muchos, también le granjeó enemigos como George Brinton McClellan Harvey, un expartidario de Wilson que mantenía estrechos vínculos con Wall Street. En julio de 1911, Wilson incorporó a William Gibbs McAdoo y al "coronel" Edward M. House para dirigir su campaña. Antes de la Convención Nacional Demócrata de 1912, Wilson hizo un esfuerzo especial para obtener la aprobación del tres veces candidato presidencial demócrata William Jennings Bryan, cuyos seguidores habían dominado en gran medida el Partido Demócrata desde las elecciones presidenciales de 1896.
El presidente de la Cámara de Representantes de los Estados Unicods, Champ Clark, era visto por muchos como el favorito para la nominación del partido, mientras que el líder de la mayoría de la Cámara de Representantes, Oscar Underwood, del estado de Alabama, también aparecía como otro potencial candidato. Clark encontró apoyo entre el ala bryanista del partido, mientras que Underwood apeló a los  denominados demócratas borbónicos conservadores, especialmente en el sur del país. Clark ganó varias de las primeras contiendas de las primarias, pero Wilson terminó fuerte con victorias en Texas, en el noreste y el medio oeste. En la primera ronda de la convención demócrata, Clark ganó una mayoría de delegados; su apoyo siguió creciendo después de que la maquinaria política del New York Tammany Hall le apoyara en la décima votación. Este apoyo resultó contraproducente para Clark, ya que William Jennigs Bryan anunció que no apoyaría a ningún candidato que tuviera el respaldo del Tammany, por lo que Clark comenzó a perder delegados en las votaciones posteriores. Wilson obtuvo el respaldo de Roger Charles Sullivan y Thomas Taggart al prometer la vicepresidencia al gobernador Thomas R. Marshall del estado de Indiana. Varias delegaciones del sur cambiaron su apoyo de Underwood a Wilson, que finalmente obtuvo dos tercios de los votos en la ronda número 46 de la convención y Marshall terminó como compañero de candidatura de Wilson.

#### Elección general

El mapa del colegio electoral presidencial de 1912 con estados ganados por Wilson en azul.

En las elecciones generales a presidente de 1912, Wilson se enfrentó a tres oponentes: el nominado republicano de un mandato William Howard Taft y el expresidente republicano Theodore Roosevelt, quien dirigió una campaña de un tercer partido como candidato del partido "Bull Moose". El cuarto candidato fue Eugene V. Debs del Partido Socialista. Roosevelt había roto con su antiguo partido en la Convención Nacional Republicana de 1912 después de que Taft ganara por poco la reelección, y la división en el Partido Republicano hizo que los demócratas tuvieran la esperanza de poder ganar la presidencia por primera vez desde las elecciones presidenciales de 1892.
Roosevelt surgió como el principal retador de Wilson. Wilson y Roosevelt hicieron campaña en gran medida compitiendo entre sí a pesar de compartir plataformas progresistas similares que pedían un gobierno central intervencionista. Wilson ordenó al presidente de finanzas de la campaña, Henry Morgenthau, que no aceptara contribuciones de corporaciones y que priorizara las donaciones más pequeñas de los sectores más amplios posibles del público. Durante la campaña electoral, Wilson afirmó que era tarea del gobierno "hacer esos ajustes de vida que pondrán a cada hombre en posición de reclamar sus derechos normales como un ser humano vivo". Con la ayuda del erudito legal Louis Brandeis, desarrolló su plataforma "New Freedom", enfocándose especialmente en la disolución de fideicomisos y la reducción de tarifas. Brandeis y Wilson rechazaron la propuesta de Roosevelt de establecer una poderosa burocracia encargada de regular las grandes corporaciones, favoreciendo en cambio la disolución de las grandes corporaciones para crear un campo de juego económico nivelado.
Wilson participó en una campaña enérgica, recorriendo Estados Unidos para pronunciar numerosos discursos. Finalmente, obtuvo el 42% del voto popular y 435 de los 531 votos del colegio electoral. Roosevelt ganó la mayoría de los votos electorales restantes y el 27,4% del voto popular, una de las actuaciones de terceros más fuertes en la historia de Estados Unidos. Taft ganó el 23,2% del voto popular pero solo 8 votos electorales, mientras que Debs ganó el 6% del voto popular. En las elecciones parlamentarias simultáneas, los demócratas mantuvieron el control de la Cámara y obtuvieron la mayoría en el Senado. La victoria de Wilson lo convirtió en el primer sureño en ganar una elección presidencial desde la Guerra Civil, el primer presidente demócrata desde que Grover Cleveland dejó el cargo en 1897, y el primer y único presidente en tener un doctorado.

### Presidencia (1913-1921)

#### Primera investidura
La primera toma de posesión de Woodrow Wilson como vigésimo octavo presidente de los Estados Unidos tuvo lugar el martes 4 de marzo de 1913 en el pórtico Este del Capitolio de los Estados Unidos en Washington D. C.. Fue la 32.ª toma de posesión de la historia de Estados Unidos y marcó el comienzo del primer mandato de Wilson como presidente y Thomas R. Marshall como vicepresidente. El presidente de la Corte Suprema, Edward Douglass White, fue el encargado de tomar el juramento presidencial a Wilson.
En su discurso inaugural, Wilson dejó clara su visión de Estados Unidos y su pueblo como una fuerza moral ejemplar: "En ningún otro lugar del mundo los hombres y mujeres honrados han exhibido de forma más notable la belleza y la energía de la solidaridad, la bondad y el compañerismo en sus esfuerzos por corregir el mal, aliviar el sufrimiento y encaminar a los débiles hacia la fuerza y la esperanza". No se realizó baile inaugural para celebrar la ocasión, ya que Wilson lo consideró inapropiado para la ocasión.

#### Gabinete

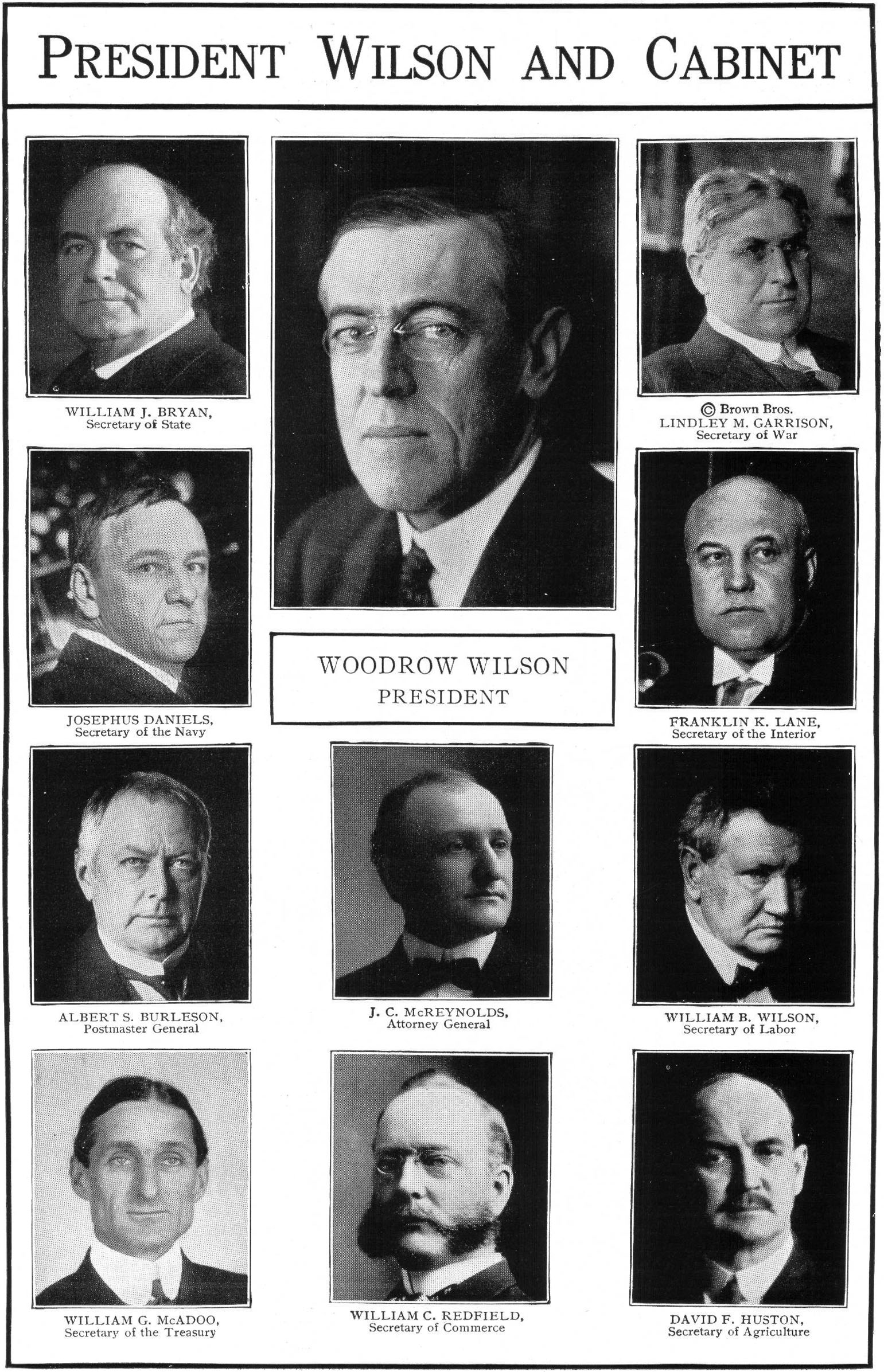
El presidente Wilson y su gabinete en 1918.

Después de la elección, Wilson eligió a William Jennings Bryan como secretario de Estado quien le ofreció asesoramiento sobre el resto de los miembros del gabinete. Renunció en 1915 por su oposición a la línea dura de Wilson hacia Alemania tras el hundimiento del RMS Lusitania. Bryan fue reemplazado por Robert Lansing y Wilson tomó un control más directo de la política exterior de su administración después de la partida de Bryan. William Gibbs McAdoo, un notorio partidario de Wilson que contrajo matrimonio con la hija de Wilson en 1914, fue nombrado secretario del Tesoro y James Clark McReynolds, que había llevado con éxito varios casos destacados antimonopolio, fue elegido fiscal general. El editor Josephus Daniels, un leal partidario y prominente supremacista blanco de Carolina del Norte, fue elegido secretario de Marina, mientras que el entonces joven abogado de Nueva York Franklin D. Roosevelt se convirtió en subsecretario de Marina. El jefe de gabinete ("secretario") de Wilson fue Joseph Patrick Tumulty de 1913 a 1921, quien actuó como un amortiguador político e intermediario con la prensa y su espíritu incontenible compensó la disposición a menudo severa de Woodrow Wilson. La primera esposa de Wilson, Ellen Axson Wilson, murió el 6 de agosto de 1914. Wilson se casó con Edith Bolling Galt en 1915 y ella asumió el control total de la agenda de Wilson, disminuyendo el poder de Tumulty. Newton D. Baker, un demócrata progresista, fue elegido secretario de Guerra en 1916, y Baker dirigió el Departamento de Guerra durante la Primera Guerra Mundial. Wilson quiso nombrar a Louis Brandeis para su gabinete en 1913, pero entonces era demasiado controvertido y, en cambio, se desempeñó en privado como el principal asesor legal de Wilson. Su asesor y confidentemás importante en política exterior fue el "coronel" Edward M. House, hasta que Wilson rompió con él a principios de 1919, por sus errores en la conferencia de paz en ausencia de Wilson.
El gabinete de Wilson experimentó un profundo cambio después de la conclusión de la Primera Guerra Mundial, Carter Glass reemplazó a McAdoo como secretario del Tesoro y A. Mitchell Palmer fue el nuevo fiscal general. Wilson nombró a tres hombres para la Corte Suprema de los Estados Unidos, James Clark McReynolds en 1914; quien fue un ultraconservador que ejerció hasta 1941. Además de sus tres nombramientos en la Corte Suprema, Wilson también nombró a 20 jueces para las Cortes de Apelaciones de los Estados Unidos y 52 jueces para las cortes de distrito de los Estados Unidos. El vicepresidente de Wilson, el exgobernador Thomas R. Marshall de Indiana, desempeñó un papel pequeño en la administración.

#### Prensa
Wilson creía fervientemente que la opinión pública debería dar forma a la política nacional, aunque con algunas excepciones relacionadas con la política diplomática y prestó mucha atención a los periódicos. El secretario de prensa, Joseph Patrick Tumulty, se demostró eficiente hasta que la segunda esposa de Wilson comenzó a desconfiar de él y redujo su influencia. Wilson fue pionero en la celebración de conferencias de prensa dos veces por semana en la Casa Blanca. Fueron relativamente efectivas, aunque el presidente prohibió que se lo citara y, a menudo, hacía declaraciones vagas deliberadamente. La primera conferencia de prensa de este tipo se llevó a cabo el 15 de marzo de 1913, cuando se permitió a los reporteros hacerle preguntas.
Wilson tuvo un balance desigual con la prensa. En general, las relaciones fueron fluidas, pero terminó con las reuniones semanales con los corresponsales de la Casa Blanca tras el hundimiento del Lusitania en 1915. También restringió drásticamente el acceso de la prensa durante la conferencia de paz de 1919. En ambos casos, Wilson temía que la publicidad interfiriera con la actividad diplomática. Periodistas como Walter Lippmann encontraron una solución, al descubrir que el coronel House era a la vez muy locuaz y taimado a la hora de manipular a la prensa para sesgar sus historias. Un problema importante al que se enfrentaba la administración era que el 90% de los principales periódicos y revistas fuera del sur había favorecido tradicionalmente a los republicanos. La administración contrarrestó la propaganda republicana colaborando discretamente con reporteros favorables que admiraban el liderazgo de Wilson en la causa de la paz mundial; los periódicos a favor del gobierno imprimían sus informes porque sus primicias eran noticia. La prensa en lengua alemana era vehementemente hostil a Wilson, pero él utilizó esta circunstancia en su beneficio, atacando a los reporteros por ser leales a una potencia extranjera.

#### Relaciones públicas
Hasta la llegada de Wilson a la presidencia el uso de las relaciones públicas en Estados Unidos había sido potenciado más por empresas privadas que por organismos públicos. Pero el presidente quería que su país entrara en la Gran Guerra aún a sabiendas de que la mayor parte del pueblo estadounidense se manifestaba en contra. Wilson contrató a la quizá sea la primera agencia de relaciones públicas, el consultorio de George Creel, y a grandes profesionales como Edward Bernays para lograr invertir la tendencia de su opinión pública.
La entrada en la que después sería conocida como la Primera Guerra Mundial requeriría el traslado a Europa de un millón de hombres o más, lo que haría necesario la creación de campamentos para entrenar a toda esa población con todos los gastos que aquello supondría. La Administración Wilson creó el Comité para la Información Pública o CIP aunque fue conocido por Comité Creel, fue invirtiendo considerables recursos y dando tiempo a sus asesores de comunicación para ir cambiando progresivamente la mentalidad de su pueblo del aislacionismo hasta ser claramente antialemanes. Paulatinamente la población fue aprobando el mensaje de que debían involucrarse en la guerra europea para llevar la democracia y la libertad a Europa, las naciones enemigas de la Triple Entente eran todas monarquías absolutas. Finalmente se logró el objetivo cuando el Congreso aprobó la resolución para el envío de tropas en 1917.

#### New Freedom

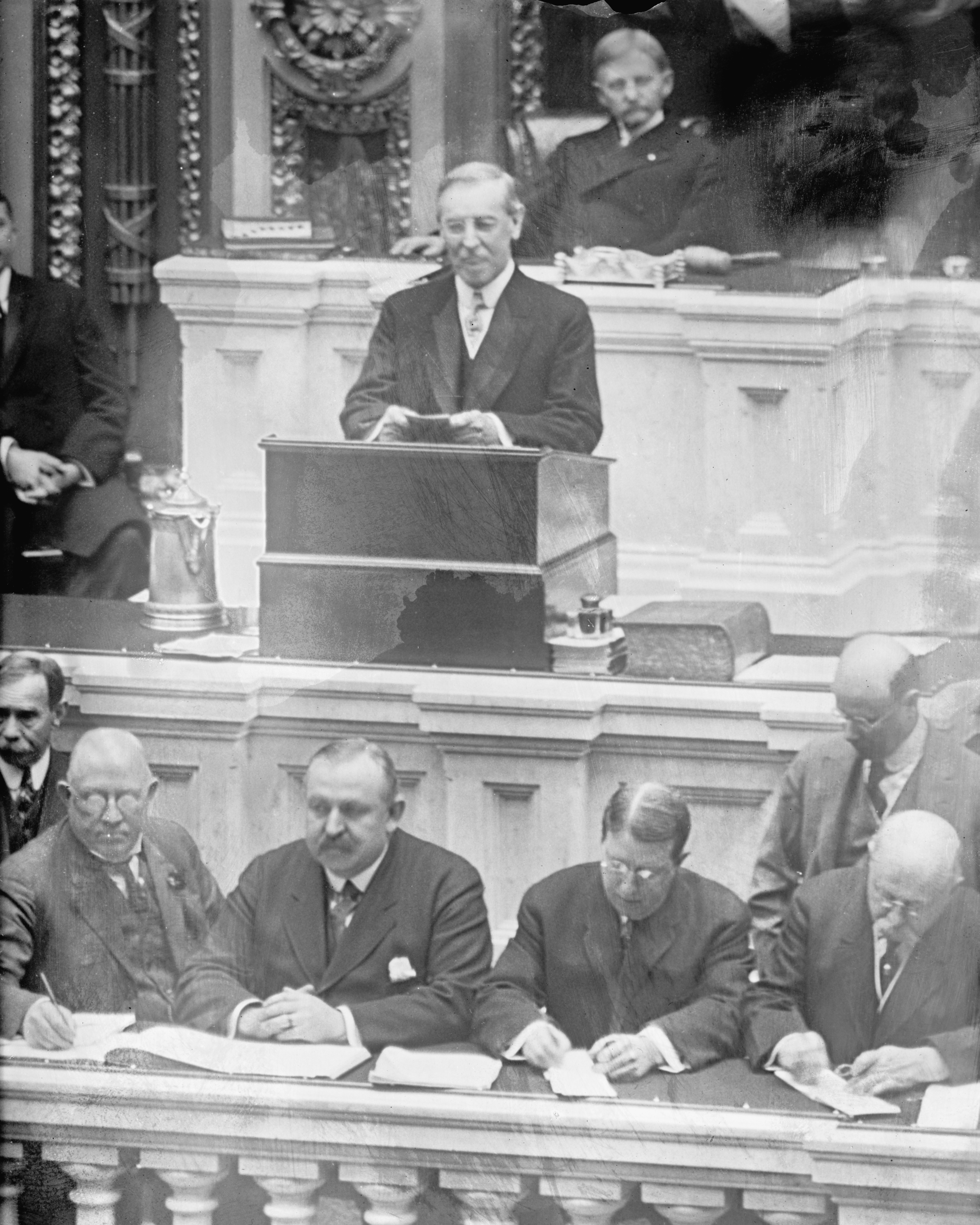
Wilson dando su primer discurso sobre el Estado de la Unión en 1913 ante una sesión conjunta del Congreso, que inició la práctica moderna de dar el Estado de la Unión en persona ante todos los miembros del Congreso.

Con el apoyo del Congreso Demócrata, Wilson introdujo un programa integral de legislación interna al comienzo de su administración, algo que ningún presidente había hecho antes. Anunció cuatro prioridades nacionales principales: la conservación de los recursos naturales, la reforma bancaria, la reducción de aranceles y un mejor acceso a las materias primas para los agricultores mediante la disolución de los consorcios mineros. Wilson presentó estas propuestas en abril de 1913 en un discurso pronunciado en una sesión conjunta del Congreso, convirtiéndose en el primer presidente desde John Adams en dirigirse al Congreso en persona. Los asuntos exteriores dominaron cada vez más su presidencia a partir de 1915, los primeros dos años de Wilson en el cargo se centraron en gran medida en la política interna, y el presidente tuvo éxito en la implementación de gran parte de su ambiciosa agenda del New Freedom. Ese mismo año, y a petición de su mujer, Ellen Axson Wilson, reformó los exteriores del despacho oval, dando nacimiento al Jardín de rosas de la Casa Blanca.

##### Legislación arancelaria y fiscal
Los demócratas habían atacado durante mucho tiempo las altas tasas arancelarias como equivalentes a impuestos injustos para los consumidores, y la reducción de tarifas era la primera prioridad. Wilson argumentó que el sistema de aranceles altos "nos aparta de la parte que nos corresponde en el comercio del mundo, viola los principios justos de los impuestos y convierte al gobierno en un instrumento fácil en manos de intereses privados". Mientras que la mayoría de los demócratas se unieron detrás de una disminución en las tasas arancelarias, la mayoría de los republicanos sostuvieron que las tasas arancelarias altas eran útiles para proteger a los trabajadores de las fábricas y la fabricación nacional contra la competencia extranjera. A finales de mayo de 1913, el líder de la mayoría de la Cámara de Representantes, Oscar Underwood , había aprobado un proyecto de ley en la Cámara de Representantes que reducía la tasa arancelaria promedio en un 10 por ciento e imponía un impuesto sobre los ingresos personales por encima de $4000. El proyecto de ley de Underwood representó la mayor revisión a la baja de la tarifa desde la Guerra Civil. Recortó agresivamente las tasas de las materias primas, los bienes considerados "necesarios" y los productos producidos internamente por fideicomisos, pero mantuvo tasas arancelarias más altas para los artículos de lujo.
Sin embargo, la aprobación del proyecto de ley de tarifas en el Senado fue un desafío. Algunos demócratas del sur y del oeste querían la protección continua de sus industrias de lana y azúcar, y los demócratas tenían una mayoría más estrecha en la cámara alta. Wilson se reunió extensamente con senadores demócratas y apeló directamente a la gente a través de la prensa. Después de semanas de audiencias y debates, Wilson y el secretario de Estado Bryan lograron unir a los demócratas del Senado detrás del proyecto de ley. El Senado votó 44 a 37 a favor del proyecto de ley, con solo un demócrata votando en contra y solo un republicano votando a favor. Wilson firmó la Ley de Ingresos de 1913 (llamada Tarifa Underwood) el 3 de octubre de 1913. La Ley de Ingresos de 1913 redujo las tarifas y reemplazó los ingresos perdidos con un impuesto federal sobre la renta del uno por ciento sobre los ingresos superiores a $3000, lo que afectó al tres por ciento más rico de la población. Las políticas de la administración de Wilson tuvieron un impacto duradero en la composición de los ingresos del gobierno, que ahora procedían principalmente de los impuestos en lugar de los aranceles.

##### Sistema de reserva Federal
El presidente Wilson no esperó a completar la Ley de Ingresos de 1913 para pasar al siguiente tema de su agenda: la banca. Gran Bretaña y Alemania tenían fuertes controles financieros a través de bancos centrales administrados por el gobierno, pero Estados Unidos no había tenido un banco central desde la guerra bancaria de la década de 1830. A raíz del pánico financiero de 1907 , hubo un acuerdo general entre los banqueros y líderes de ambos partidos sobre la necesidad de crear algún tipo de sistema bancario central para proporcionar coordinación durante las emergencias financieras. La mayoría de los líderes también buscaron una reforma monetaria, ya que creían que los aproximadamente $ 3,8 mil millones en monedas y billetes no proporcionaba un suministro de dinero adecuado durante los pánicos financieros. Bajo el liderazgo del senador republicano conservador Nelson Aldrich, la Comisión Monetaria Nacional había presentado un plan para establecer un sistema bancario central que emitiera moneda y proporcionara supervisión y préstamos a los bancos del país. Sin embargo, muchos progresistas encabezados por Bryan desconfiaron del plan debido al grado de influencia que los banqueros tendrían sobre el sistema bancario central. Confiando en gran medida en el consejo de Louis Brandeis, Wilson buscó un término medio entre progresistas como Bryan y republicanos conservadores como Aldrich. Declaró que el sistema bancario debe ser "público, no privado, [y] debe estar en manos del gobierno mismo para que los bancos sean los instrumentos, no los amos, de los negocios".
Los congresistas demócratas Carter Glass y Robert L. Owen elaboraron un plan de compromiso en el que los bancos privados controlarían doce bancos regionales de la Reserva Federal , pero el control final del sistema se colocó en una junta central llena de personas designadas por el presidente. El sistema de doce bancos regionales fue diseñado con el objetivo de disminuir la influencia de Wall Street. Wilson convenció a los partidarios de Bryan de que el plan satisfacía sus demandas de una moneda elástica porque los billetes de la Reserva Federal serían obligaciones del gobierno. El proyecto de ley fue aprobado por la Cámara en septiembre de 1913, pero enfrentó una fuerte oposición en el Senado. Wilson convenció a suficientes demócratas para derrotar una enmienda presentada por el presidente del banco Frank A. Vanderlip que habría dado a los bancos privados un mayor control sobre el sistema bancario central. Luego, el Senado votó 54 a 34 para aprobar la Ley de la Reserva Federal. Wilson firmó el proyecto de ley en diciembre de 1913. El presidente nombró a Paul Warburg y otros banqueros prominentes para dirigir el nuevo sistema. Si bien se suponía que el poder estaba descentralizado, la rama de banqueros de Nueva York dominó a la Reserva Federal como el "primero entre iguales".

##### Legislación antimonopolios

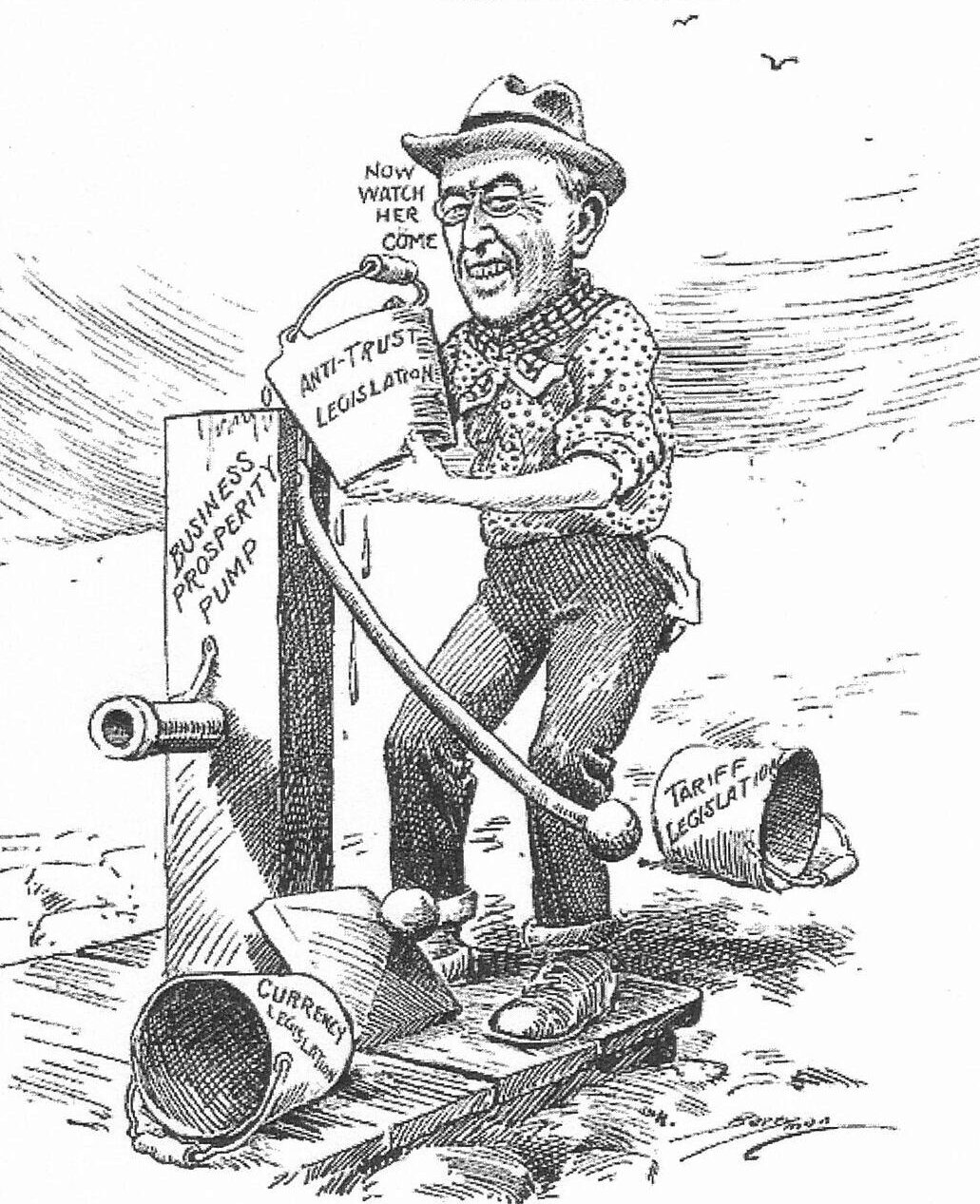
En una caricatura de 1913, Wilson prepara la bomba económica con leyes arancelarias, monetarias y antimonopolio.

El siguiente punto de la agenda era una ley antimonopolio que sustituyera a la Ley Antimonopolio Sherman de 1890, que prohibía cualquier "contrato, combinación... o conspiración para restringir el comercio", pero que había resultado ineficaz para impedir el auge de las grandes concentraciones empresariales conocidas como trust.
Tanto Roosevelt como Taft habían intensificado la persecución antimonopolio por parte del Departamento de Justicia, pero muchos progresistas pretendían una legislación que hiciera más para evitar que los trust controlaran la economía.
Roosevelt creía que los trusts podían dividirse en "trust buenos" y "trust malos" en función de sus efectos sobre la economía, Wilson, por el contrario,  había abogado por la disolución de todos los trust durante su campaña presidencial de 1912.
En diciembre de 1913, Wilson solicitó al Congreso la aprobación de una ley antimonopolio que prohibiría muchas prácticas anticompetitivas. Un mes después, en enero de 1914, también pidió la creación de una comisión de comercio interestatal, conocida como la Comisión Federal de Comercio (FTC), que supervisaría la disolución de los trust pero no desempeñaría ningún papel en el enjuiciamiento antimonopolio en sí.
Con el apoyo de Wilson, el congresista Henry Clayton, Jr. presentó un proyecto de ley que prohibía varias prácticas anticompetitivas, como la discriminación de precios, la vinculación, los acuerdos exclusivos y los consejos de administración interrelacionados. El proyecto de ley también permitía a los particulares presentar demandas antimonopolio y limitaba la aplicabilidad de las leyes antimonopolio a los sindicatos. A medida que se hacía evidente la dificultad de prohibir todas las prácticas anticompetitivas por vía legislativa,  el presidente Wilson se mostró partidario de una legislación que otorgara a la FTC mayor discrecionalidad para investigar las violaciones de las leyes antimonopolio y hacerlas cumplir con independencia del Departamento de Justicia. La Ley de la Comisión Federal de Comercio de 1914, que incorporó las propuestas de Wilson al respecto, fue aprobada por el Congreso con apoyo bipartidista y Wilson promulgó la ley en septiembre de 1914.

##### Trabajo y agricultura
Wilson pensaba que una ley sobre el trabajo infantil sería probablemente inconstitucional, pero se echó atrás en 1916, cuando se acercaban unas elecciones muy reñidas. En 1916, después de intensas campañas del Comité Nacional de Trabajo Infantil (NCLC) y la Liga Nacional de Consumidores, el Congreso aprobó la Ley Keating-Owen, que ilegalizaba el desplazamiento de mercancías en el comercio interestatal si se habían elaborado en fábricas que empleaban a niños menores de determinadas edades. 
Los demócratas del sur se opusieron, pero no bloquearon el proyecto. Wilson apoyó la ley en el último momento bajo la presión de los líderes del partido, que subrayaron lo popular que era la propuesta, especialmente entre la clase emergente de mujeres votantes. Dijo a los congresistas demócratas que necesitaban aprobar esta ley y también una ley de compensación laboral para satisfacer al movimiento progresista nacional y ganar las elecciones de 1916 contra un Partido Republicano reunificado. Fue la primera ley federal de trabajo infantil. Sin embargo, la Corte Suprema de los Estados Unidos anuló la norma en la sentencia Hammer contra Dagenhart en 1918. 
El Congreso aprobó entonces una ley para gravar a las empresas que utilizaban mano de obra infantil. Entonces, el Congreso aprobó una ley que gravaba a las empresas que utilizaban mano de obra infantil, pero fue anulada también por la Corte Suprema en la sentencia en Bailey contra Drexel Furniture en 1923. En la década de 1930 se puso fin definitivamente al trabajo infantil. Aprobó el objetivo de mejorar las duras condiciones de trabajo de los marineros mercantes y firmó la Ley de marinos de LaFollette de 1915. En 1924, las tres cuartas partes de los condados orientados a la agricultura en los Estados Unidos participaron en el programa de extensión agrícola. Con la moda del Modelo Ford T rugiendo, la demanda de mejores caminos era creciente, con esfuerzos coordinados por la Asociación Estadounidense de Automóviles y la Asociación Estadounidense de Funcionarios de Carreteras Estatales. El lema era "¡Saque a Estados Unidos del fango!" La Ley de Carreteras de Ayuda Federal de 1916 proporcionó subsidios federales para la construcción de carreteras en todos los estados.
Wilson pidió al Departamento de Trabajo que mediara en los conflictos entre los trabajadores y la patronal. En 1914, Wilson envió al ejército para tratar de poner fin a la Guerra de la cuenca carbonífera de Colorado, una de las disputas laborales más mortíferas de la historia estadounidense. En 1916 presionó al Congreso para que promulgara la jornada laboral de ocho horas para los trabajadores ferroviarios, lo que puso fin a una gran huelga. Fue "la intervención más audaz en las relaciones laborales que ningún presidente había intentado hasta entonces".
A Wilson no le gustaba la excesiva implicación del gobierno en la Ley Federal de Préstamos Agrícolas, por la que se creaban doce bancos regionales facultados para conceder préstamos a bajo interés a los agricultores. Sin embargo, necesitaba el voto de los agricultores para sobrevivir a las elecciones de 1916, así que la firmó.

##### Colonialismo en Filipinas y Puerto Rico
Wilson abrazó la política demócrata de larga data contra la posesión de colonias por parte de Estados Unidos, y trabajó por la autonomía gradual y la independencia final de Filipinas, que había sido adquirida de España en la Guerra Hispano-estadounidense. Las fases finales de la guerra entre Filipinas y Estados Unidos todavía estaban en curso durante los primeros meses de la presidencia de Wilson, con la victoria estadounidense en la batalla de Bud Bagsak en junio de 1913 se puso fin a casi 15 años de resistencia antiestadounidense en las islas. Al heredar la política filipina de sus predecesores, Wilson aumentó el autogobierno en las islas al otorgar a los ciudadanos filipinos mayor control sobre la legislatura filipina. La Cámara aprobó una medida para otorgar a Filipinas plena independencia, pero los republicanos bloquearon esta propuesta en el Senado. La Ley Jones de 1916 comprometió a Estados Unidos con la eventual independencia de Filipinas; la independencia tuvo lugar en 1946. La Ley Jones de 1917 también mejoró el estatus de Puerto Rico, que también había sido adquirido igualmente de España en 1898 durante la guerra. La ley, que reemplazó a la Ley Foraker, creó el Senado de Puerto Rico, estableció un proyecto de ley de derechos y autorizó la elección de un Comisionado Residente (previamente designado por el presidente) por un período de cuatro años. La ley también otorgó a los puertorriqueños la ciudadanía estadounidense y eximió a los bonos puertorriqueños de impuestos federales, estatales y locales.

##### Política de inmigración
La inmigración fue un tema muy disputado antes de la Guerra Mundial, pero el presidente Wilson le prestó poca atención al asunto, a pesar de que él mismo provenía de raíces inmigrantes. En 1913, California promulgó la Ley de Tierras Extranjeras de California de 1913 para excluir a los japoneses no ciudadanos de poseer cualquier tierra dentro del estado. El gobierno japonés protestó enérgicamente y Wilson envió a Bryan a California para que mediara. Bryan no pudo lograr que California relajara las restricciones y Wilson aceptó la ley a pesar de que violaba un tratado de 1911 con Japón. La ley generó resentimiento en Japón que se prolongó hasta las décadas de 1920 y 1930.
Cuando Estados Unidos entró en la guerra, muchos estadounidenses irlandeses y alemanes se alienaron: no querían ayudar a Gran Bretaña ni luchar contra Alemania. Estos elementos irlandeses y alemanes se opusieron al gobierno de Wilson porque creía que estaban motivados para ayudar a los objetivos de Irlanda y Alemania, no a las necesidades y valores de los Estados Unidos. Muchos reaccionaron votando en contra de los demócratas en 1918 y 1920.
El proceso de migración desde Europa en ese momento, terminó en 1914, cuando las naciones europeas cerraron sus fronteras durante la Primera Guerra Mundial. El progresismo de Wilson alentó su creencia de que los inmigrantes del sur y este de Europa, aunque pobres y analfabetos, podrían asimilarse a un grupo blanco homogéneo. clase media, y se opuso a las políticas de inmigración restrictivas que favorecían muchos miembros de ambos partidos. Wilson vetó la Ley de Inmigración de 1917 , pero el Congreso anuló el veto. El objetivo de la ley era reducir la inmigración europea no calificada al exigir pruebas de alfabetización. Fue la primera ley de EE. UU. en restringir la inmigración de Europa y presagió las leyes de inmigración más restrictivas de la década de 1920.

#### Política exterior
Aunque Wilson no tenía experiencia en política exterior, tomaba todas las decisiones importantes, generalmente con el consejo de su principal asesor Edward M. House. Su política exterior se basó en el punto de vista filosófico mesiánico en el que imaginaba que Estados Unidos tenía la máxima obligación de difundir sus principios mientras reflejaba las "objetividades" del pensamiento estadounidense.

##### América Latina

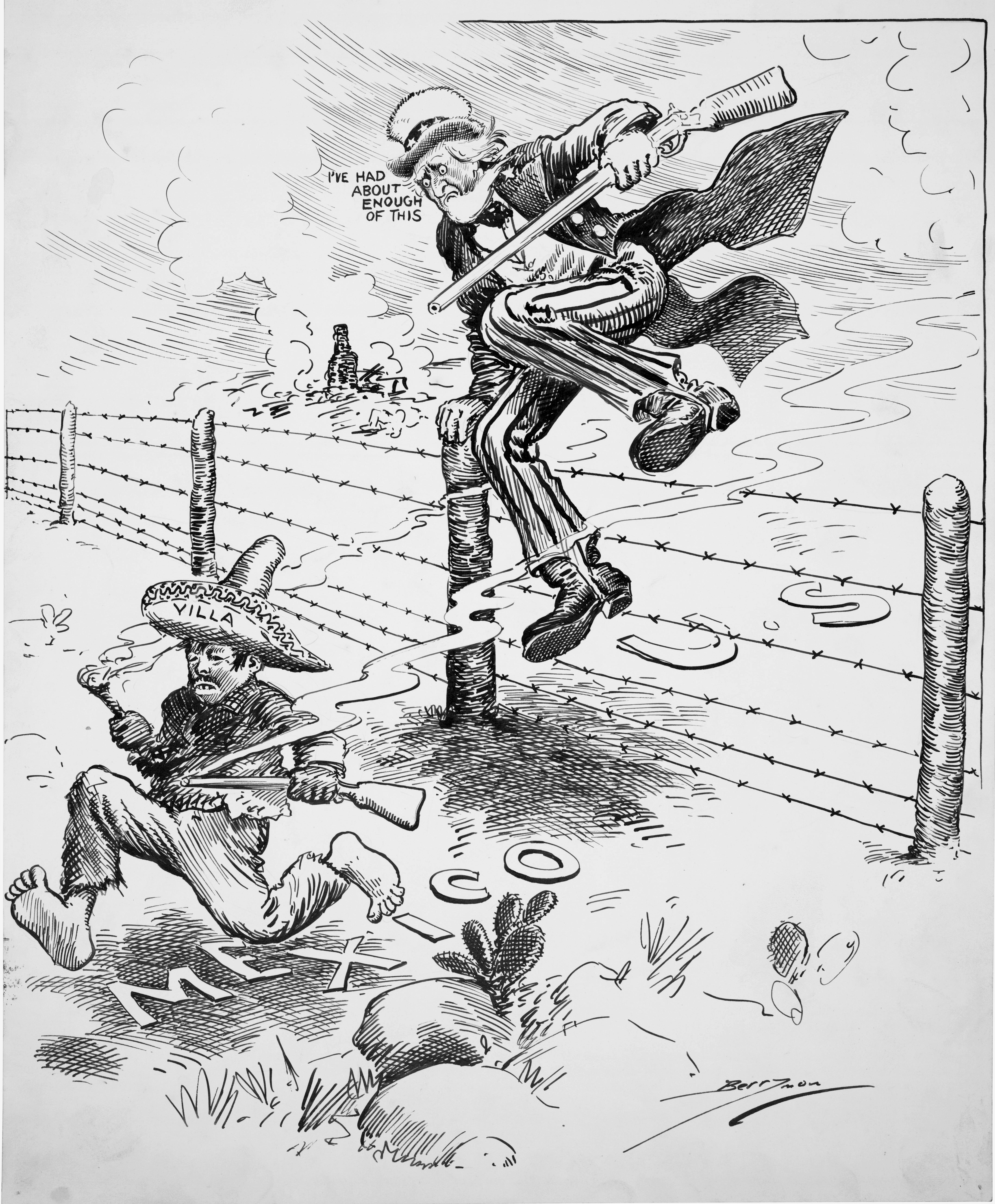
Una caricatura de Clifford K. Berryman que muestra al Tío Sam entrando a México en 1916 para castigar a Pancho Villa, diciendo: "Ya he tenido suficiente de esto".

Wilson buscó alejarse de la política exterior de sus predecesores, que consideraba como de carácter imperialista, y rechazó la diplomacia del dólar impuesta por Taft. Sin embargo, intervino con frecuencia en la política de América Latina, pronunciando una nefasta frase en 1913: "Voy a enseñar a las repúblicas sudamericanas a elegir hombres buenos". El tratado Bryan-Chamorro de 1914 convirtió a Nicaragua en un protectorado de facto, Estados Unidos desplazó soldados allí durante la presidencia de Wilson. La administración Wilson envió tropas para ocupar República Dominicana e intervenir en Haití. Wilson también autorizó intervenciones militares en México,Cuba, Panamá y Honduras.

###### México
Wilson asumió la presidencia de Estados Unidos durante la Revolución Mexicana, que había comenzado en 1911 después de que los liberales mexicanos derrocaran la dictadura militar de Porfirio Díaz. Washington hacía tiempo que reconocía al gobierno dictatorial de Porfirio Díaz. Cuando Díaz se acercaba a los ochenta años, anunció que no se presentaría a las elecciones previstas para 1910. Poco antes de que Wilson asumiera el cargo, los conservadores recuperaron el poder a través de un golpe encabezado por Victoriano Huerta. Wilson rechazó la legitimidad del gobierno de Huerta y exigió que México celebrara elecciones democráticas, llamando "gobierno de los carniceros" a los dirigentes mexicanos. Después de que Huerta arrestara al personal de la Marina de los EE. UU. que había aterrizado accidentalmente en una zona restringida cerca de la ciudad portuaria norteña de Tampico, Wilson envió a la Marina a ocupar la ciudad mexicana de Veracruz en represalia. Una fuerte reacción violenta por parte de los mexicanos de todas las afiliaciones políticas contra la intervención estadounidense convenció a Wilson de abandonar sus planes de expandir la intervención militar estadounidense, pero la intervención, no obstante, terminó de convencer a Huerta de huir del país. Un grupo dirigido por Venustiano Carranza estableció el control sobre una parte significativa de México y Wilson reconoció el gobierno de Carranza en octubre de 1915.

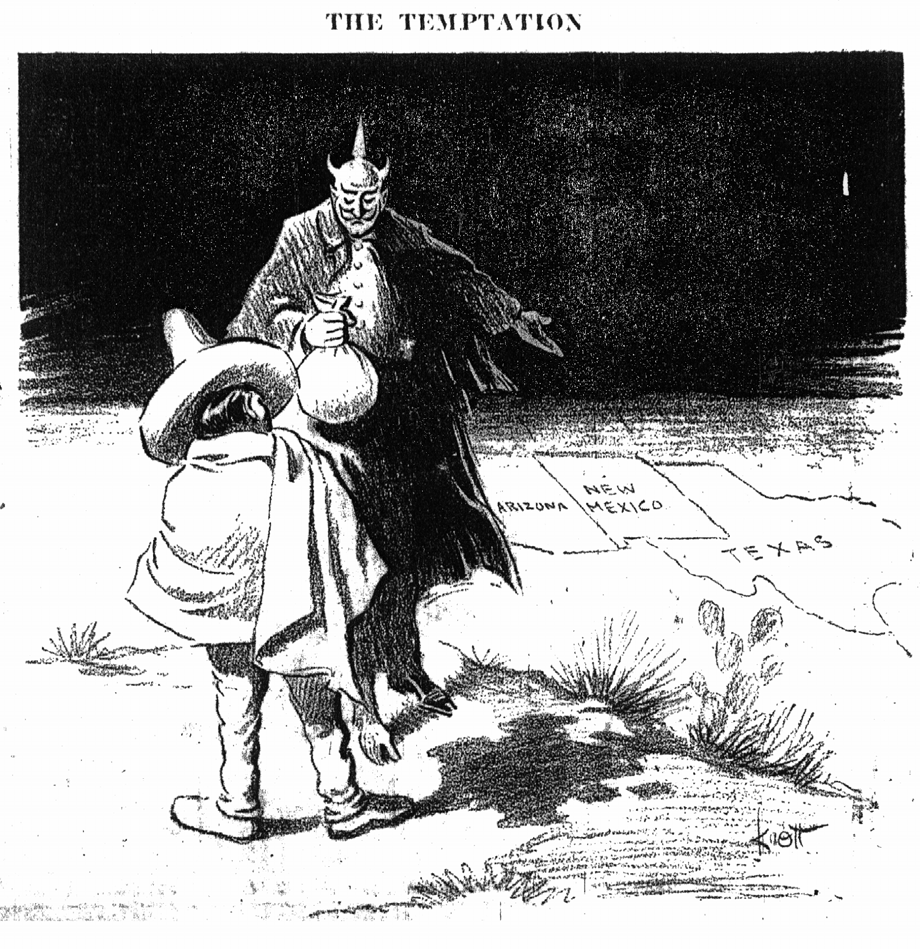
Alemania ofrece 3 estados del suroeste a México si se une a una guerra contra Estados Unidos. Caricatura editorial de Dallas Morning News 2 de marzo de 1917.

Carranza continuó enfrentándose a varios oponentes dentro de México, incluido Pancho Villa, a quien Wilson había descrito anteriormente como "una especie de Robin Hood". A principios de 1916, Pancho Villa allanó el pueblo de Columbus, Nuevo México, matando o hiriendo a decenas de estadounidenses y provocando una enorme demanda estadounidense por su castigo en todo el país. Wilson ordenó al general John J. Pershingy con 4.000 soldados cruzar la frontera para capturar a Villa. Para abril, las fuerzas de Pershing se habían disuelto y dispersado las bandas de Villa, pero Villa permaneció en liberto, Pershing continuó su persecución en las profundidades de México. Carranza luego se volvió contra los estadounidenses y los acusó de una invasión punitiva, lo que provocó varios incidentes que casi llevaron a la guerra. Las tensiones disminuyeron después de que México accedió a liberar a varios prisioneros estadounidenses y comenzaron las negociaciones bilaterales bajo los auspicios de la Alta Comisión Conjunta México-Estadounidense. Ansioso por retirarse de México debido a las tensiones en Europa, Wilson ordenó a Pershing que se retirara y los últimos soldados estadounidenses se fueron en febrero de 1917 sin haber podido capturar a Pancho Villa.
Mientras tanto, Alemania estaba tratando de desviar la atención estadounidense de Europa provocando una guerra en sus fronteras. Envió entonces a México el Telegrama Zimmermann en enero de 1917, ofreciendo una alianza militar para reclamar tierras que Estados Unidos había tomado por la fuerza mediante la conquista en la Guerra México-Estadounidense. La inteligencia británica interceptó el mensaje y se lo trasladó a Washington cuando las tensiones eran más altas. Wilson lo trasladó a la prensa, aumentando las demandas de guerra estadounidense contra Alemania. El gobierno mexicano rechazó la propuesta después de que sus militares advirtieran de una derrota masiva si intentaban seguir adelante con el plan. México se mantuvo neutral; vendiendo grandes cantidades de petróleo a Gran Bretaña para su flota.

###### Panamá
El Canal de Panamá se inauguró en 1914, justo después del comienzo de la Primera Guerra Mundial. Cumplió el sueño a largo plazo de construir un canal a través de América Central y hacer posible un movimiento rápido entre el Atlántico y el Pacífico. Para la Marina de los EE. UU., el canal permitió el movimiento rápido de flotas entre el Pacífico y el Atlántico. Económicamente abrió nuevas oportunidades a los cargadores para llegar al Lejano Oriente. Gran Bretaña insistió en que los acuerdos del tratado significaban que sus barcos pagarían el mismo peaje que los barcos estadounidenses y el Congreso acordó los mismos peajes para todas las naciones.
Para proteger aún más el Canal, en 1917, EE. UU. compró las Indias Occidentales Danesas estratégicamente ubicadas en el mar Caribe por $ 25 millones de dólares, pagos en oro, a Dinamarca. El territorio pasó a llamarse Islas Vírgenes de los Estados Unidos. Su población de 27.000 habitantes era más del 90% afrodescendiente; su economía se basaba en el azúcar.

###### República Dominicana
El 5 de mayo de 1916 desembarcaron  "dos compañías de infantería de marina... del USS Prairie en Santo Domingo ", con la excusa de salvaguardar a la delegación del gobierno de Haití, que en ese entonces era un país ocupado por el gobierno de Estados Unidos, y brindar protección al consulado estadounidense ocupando el Fuerte de San Gerónimo. La amenaza del impago de la deuda pública por parte del gobierno de Juan Isidro Jimenes, convenció a Wilson de intervenir militarmente el resto de La Española. Dos días después del desembarco renunció el presidente constitucional. La invasión fragmentaria resultó en la ocupación por parte de la Armada de los Estados Unidos de todos los puestos clave en el gobierno y el control del ejército y la policía. El 13 de mayo de 1916,  el contraalmirante William B. Caperton obligó al secretario de Guerra de la República Dominicana, Desiderio Arias, quien había tomado el poder del presidente después de que este renunciara, a abandonar Santo Domingo amenazando la ciudad con un bombardeo naval.
La mayoría de los dominicanos resintieron mucho la pérdida de su soberanía a favor de los extranjeros, pocos de los cuales hablaban español o mostraban una preocupación real por el bienestar de la república. Los migrantes dominicanos en Cuba iniciaron una exitosa campaña para denunciar la ocupación estadounidense mientras los gobiernos latinoamericanos también protestaban. Según el Departamento de Estado de los Estados Unidos, las investigaciones del Senado de los Estados Unidos "resultaron vergonzosas" para la administración de Wilson después de que testigos de origen dominicano argumentaran que las acciones del gobierno violaron el derecho internacional, estaban en contra de los Catorce Puntos de Wilson y que las fuerzas de ocupación abusaron de los cautivos. Después de la Primera Guerra Mundial, la opinión pública en Estados Unidos comenzó a manifestarse en contra de la ocupación. Wilson sopesó la conveniencia de evacuar la isla, pero no llegó a tomar medida alguna.

###### Nicaragua

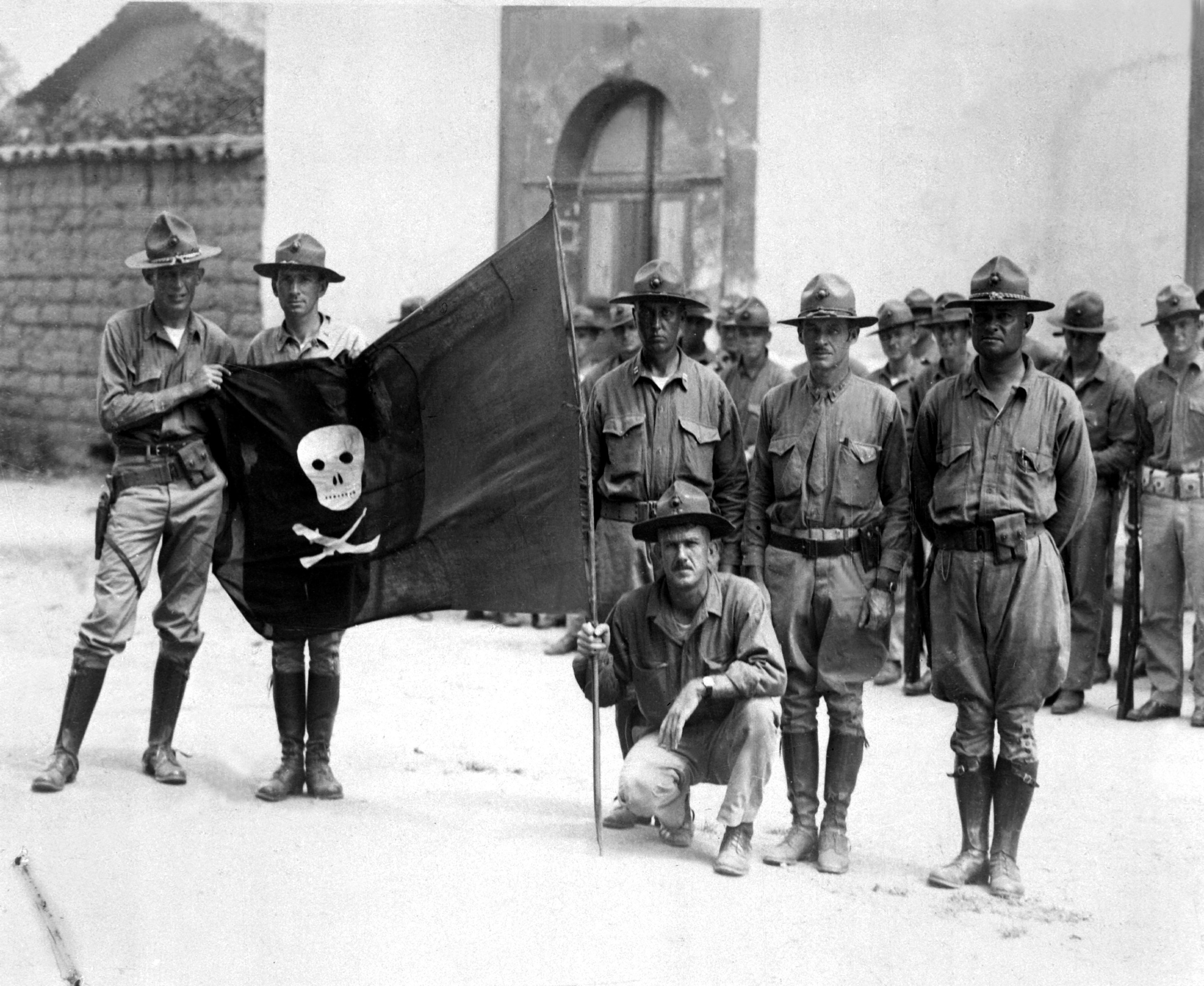
Marines de los Estados Unidos con la bandera capturada de Augusto César Sandino en 1932.

Wilson estaba comprometido en América Latina con el fomento de la democracia y los gobiernos estables, así como con políticas económicas justas. A su vez Wilson estaba frustrado en gran medida por la situación caótica en la que consideraba estaba sumergida Nicaragua. Adolfo Díaz Recinos ganó la presidencia en 1911 y reemplazó el financiamiento europeo con préstamos de los bancos de Nueva York. Frente a una rebelión liberal, pidió protección a los Estados Unidos y Wilson accedió. Nicaragua asumió un estatus de cuasiprotectorado bajo el Tratado Bryan-Chamorro de 1916. Según el mismo, Nicaragua prometía que no declararía la guerra a ninguna nación, no otorgaría concesiones territoriales y no contraería deudas externas sin la aprobación de Washington. Permitió a los EE. UU. construir una base naval en la bahía de Fonseca y le dio una opción exclusiva para construir y controlar un canal interoceánico. Estados Unidos no tenía intención de construir un nuevo canal, pero sí se garantizaba que ninguna otra nación podría hacerlo. Pagó a Nicaragua $3 millones de dólares por esta opción. El borrador original también afirmaba el deber de Estados Unidos de intervenir militarmente en caso de disturbios internos, pero en el Senado, los demócratas rechazaron esa disposición. El tratado fue extremadamente impopular en la región del Caribe, pero ambas partes lo mantuvieron vigente hasta 1933. Díaz pudo así cumplir todo su mandato; se retiró en 1917 y se mudó a los Estados Unidos. Regresó brevemente al poder en 1926-1929. El principal efecto del tratado fue un mayor grado de estabilidad política y financiera de Nicaragua.

###### Haití
El 28 de julio de 1915, un grupo de 330 miembros del Cuerpo de Marines de los Estados Unidos llegó a Puerto Príncipe por orden del entonces presidente de los Estados Unidos, Wilson. Su misión era proteger los intereses de las empresas estadounidenses en la zona. El secretario de la Armada había instruido específicamente al comandante de la invasión, el almirante William Bundy Deville, para salvaguardar los intereses estadounidenses y extranjeros. Sin embargo, esta acción se presentó públicamente como una misión destinada a "restablecer la paz y el orden", según lo comunicado por el contralmirante William Banks Caperton.
Los representantes de los Estados Unidos tenían capacidad de ejercer el poder de voto sobre todas las decisiones gubernamentales en Haití y los comandantes del Cuerpo de Marina actuaron como administradores en las provincias. Las instituciones locales, sin embargo, siguieron siendo dirigidas por los haitianos, como era preceptivo en virtud de políticas puestas en marcha durante la presidencia de Wilson.
La ocupación de Haití continuó después de la Primera Guerra Mundial, a pesar de la mala imagen que causó el presidente Woodrow Wilson en la Conferencia de Paz de París de 1919, a la cual acudió defendiendo la libre autodeterminación de los pueblos. Persistió aún tras una investigación del Congreso de EE. UU. en 1922.

##### Asia

###### China

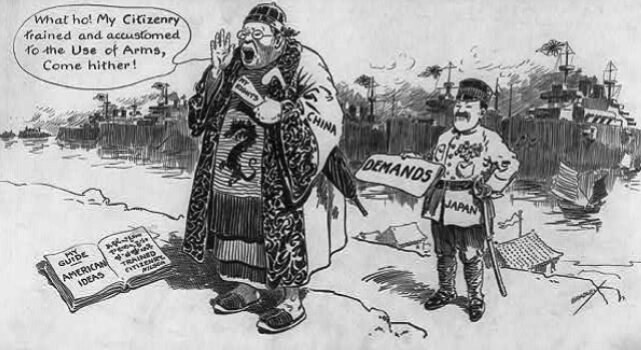
China no estaba preparada para responder a 21 demandas de Japón en 1915; Bradley en Chicago Daily News 13 de marzo de 1915.

Después de que la Revolución Xinhai derrocara al emperador en 1911, la administración Taft reconoció al nuevo Gobierno de la República China, hoy Taiwán, como el gobierno legítimo de China. En la práctica, una serie de poderosos señores de la guerra regionales tenían el control y el gobierno central manejaba la política exterior y poco más. Las "Veintiuna Demandas" fueron un conjunto de demandas secretas hechas en 1915 por Japón a Yuan Shikai, el general que se desempeñó como presidente de la República de China. Las demandas extenderían en gran medida el control japonés. Japón mantendría las antiguas concesiones alemanas que había conquistado al comienzo de la Primera Guerra Mundial en 1914. Japón sería más fuerte en Manchuria y Mongolia del Sur. Las demandas más extremas, el quinto grupo, darían a Japón una voz decisiva en los asuntos financieros, policiales y gubernamentales de China. De hecho, convertirían a China en un protectorado de Japón y, por lo tanto, reducirían la influencia occidental en ella. Japón estaba en una posición fuerte a las potencias extranjera, ya que las potencias occidentales estaban en una guerra estancada contra Alemania. Gran Bretaña y Japón tenían una alianza militar desde 1902 , y en 1914 Londres había pedido a Tokio que entrara en guerra. Beijing publicó las demandas secretas y apeló a Washington y Londres. En el acuerdo final de 1916, Japón renunció a su quinto conjunto de demandas. Ganó un poco en China, pero perdió mucho prestigio en Washington y Londres. ET Williams, el principal experto en el Lejano Oriente en el Departamento de Estado, argumentó en enero de 1915:
"Nuestros intereses comerciales actuales en Japón son mayores que los de China, pero la mirada hacia el futuro muestra nuestro interés por ser una China fuerte e independiente en lugar de una China sujeta por Japón. China tiene ciertos reclamos sobre nuestra simpatía. Si no los reconocemos... corremos el peligro de perder nuestra influencia en el Lejano Oriente y de aumentar los peligros de la situación".
Wilson ha sido criticado por aceptar en la Conferencia de Paz de París la transferencia de la concesión alemana en Shandong a Japón, en lugar de permitir que China lo reclame. Sin embargo, se ha argumentado que Wilson no traicionó a China porque su acción estaba de acuerdo con los tratados ampliamente reconocidos que China había firmado con Japón durante la guerra. Wilson trató de que Japón prometiera devolver las concesiones en 1922, pero la delegación china rechazó ese compromiso. El resultado en China fue el crecimiento de un intenso nacionalismo caracterizado por el Movimiento del Cuatro de Mayo y la tendencia de los intelectuales y activistas en la década de 1920 a buscar el liderazgo en Moscú.
Wilson estaba en contacto con varios exalumnos de Princeton que eran misioneros en China y apoyó firmemente su trabajo. En 1916 le dijo a una delegación de ministros:
"Esta es la visión más sorprendente e inspiradora: esta visión de esa gran nación dormida que de repente se despierta por la voz de Cristo. ¿Podría haber una mayor contribución al impulso futuro de las fuerzas morales del mundo que la que se podría hacer acelerando la fuerza que se está poniendo en pie en China? China es actualmente incipiente; como nación es un cúmulo de partes, en cada una de las cuales hay energía, pero que no están unidas en ninguna unidad esencial y activa, y tan pronto como llegue la unidad, su poder vendrá al mundo."

###### Japón
En 1913, el estado de California promulgó la Ley de Tierras para Extranjeros de California de 1913 para excluir a los residentes japoneses no ciudadanos de poseer cualquier tierra en el estado. Tokio protestó enérgicamente y Wilson envió a Bryan a California para mediar. Bryan no pudo lograr que California relajara las restricciones y Wilson aceptó la ley a pesar de que violaba un tratado de 1911 con Japón. La ley generó resentimiento en Japón que se prolongó hasta las décadas de 1920 y 1930.
Durante la Primera Guerra Mundial, ambas naciones lucharon del lado de los aliados. Con la cooperación de su aliado Gran Bretaña, el ejército de Japón tomó el control de las bases alemanas en China y el Pacífico, y en 1919 después de la guerra, con la aprobación de EE. UU., recibió un mandato de la Sociedad de Naciones sobre las islas alemanas al norte del ecuador, con Australia consiguiendo el resto.
Sin embargo, el enfoque agresivo de Japón en sus tratos con China fue una fuente continua de tensión que condujo a problemas entre Japón, por un lado, y China, Gran Bretaña y EE. UU., por el otro, por las "Veintiuna demandas" de Japón a China en 1915. Estas demandas obligaron a China a reconocer la posesión japonesa de las antiguas posesiones alemanas y su dominio económico de Manchuria. además tenía el potencial de convertir a China en un estado títere. Washington expresó reacciones fuertemente negativas al rechazo de Japón a la Política de puertas abiertas. En la Nota de Bryan emitida por el secretario de Estado William Jennings Bryan el 13 de marzo de 1915, EE. UU., afirmaba que los intereses de Japón en Manchuria, Mongolia y Shandong, preocupaban a los Estados Unidos por nuevas intrusiones en la soberanía china.
En 1917 se negoció el Acuerdo Lansing-Ishii. El secretario de Estado, Robert Lansing, especificó la aceptación estadounidense de que Manchuria estaba bajo control japonés, mientras que nominalmente todavía estaba bajo soberanía china. El ministro de Relaciones Exteriores de Japón, Ishii Kikujiro, destacó el acuerdo japonés de no limitar las oportunidades comerciales estadounidenses en otras partes de China. El acuerdo también establecía que ninguno se aprovecharía de la guerra en Europa para buscar derechos y privilegios adicionales en Asia. El presidente Wilson luchó enérgicamente contra las demandas de Japón con respecto a China, pero se echó atrás al darse cuenta de que la delegación japonesa tenía un amplio apoyo. En China hubo indignación y se intensificó el sentimiento racista antijaponés. El Movimiento del Cuatro de Mayo surgió como una demanda estudiantil por el honor de China. En 1922, Estados Unidos negoció una solución al problema de Shandong. A China se le otorgó la soberanía nominal sobre todo Shandong, incluidas las antiguas posesiones alemanas, mientras que en la práctica continuó el dominio económico de Japón.

###### Filipinas

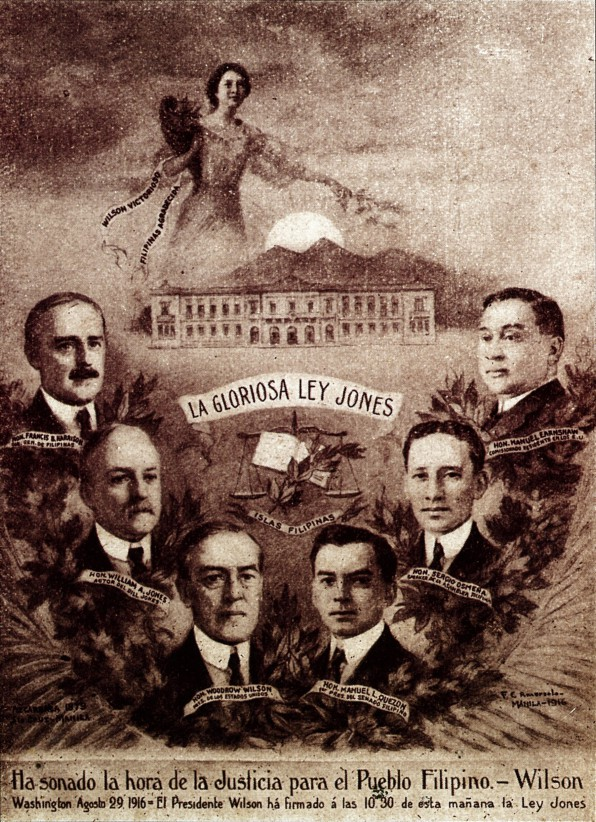
Este cartel anuncia la aprobación de la Ley Jones. Wilson es el tercero desde la izquierda.

El Partido Demócrata de los Estados Unidos se había opuesto desde un principio firmemente a las adquisiciones de Filipinas en primer lugar y se comprometió cada vez más con su independencia. El propio Wilson era conservador en la década de 1890 y apoyó la política exterior de McKinley y favoreció la anexión de Filipinas. La elección de un presidente y un Congreso demócratas en 1912 abrió oportunidades y Wilson había cambiado. Ahora quería que las islas fueran gobernadas por filipinos hasta que se independizara. Nombró a Francis Burton Harrison como gobernador con el título de comisionado residente, Harrison reemplazó a casi todos los estadounidenses con filipinos dentro de la burocracia local. En 1921, de los 13.757 burócratas, 13.143 eran filipinos.
Los nacionalistas filipinos encabezados por Manuel L. Quezon y Sergio Osmeña respaldaron con entusiasmo el proyecto de la ley Jones de 1912, que preveía la independencia de Filipinas después de ocho años, pero luego cambiaron de opinión y optaron por un proyecto de ley que se centraba menos en el tiempo que en las condiciones de la independencia. Los nacionalistas exigieron que Estados Unidos garantizara la independencia completa y absoluta, ya que temían que una independencia demasiado rápida del dominio estadounidense sin tales garantías podría hacer que Filipinas cayera en manos japonesas. El proyecto de ley Jones fue reescrito y aprobado por un Congreso controlado por demócratas en 1916 con una fecha posterior de independencia.
La Ley Jones , o Ley de Autonomía de Filipinas, reemplazó a la Ley Orgánica como constitución del territorio. Su preámbulo establecía que la eventual independencia de Filipinas sería política estadounidense, sujeta al establecimiento de un gobierno estable. La ley mantuvo un gobernador general designado, pero estableció una Legislatura filipina bicameral y reemplazó la Comisión filipina con un senado electo.

##### Rusia
El presidente Wilson creía que con el fin del gobierno zarista, el nuevo país finalmente haría la transición a una democracia moderna después del final del caos de la guerra civil rusa y que la intervención contra la Rusia soviética solo volvería al país contra los Estados Unidos.También abogó públicamente por una política de no interferencia en la guerra en los "Catorce Puntos", aunque argumentó que el territorio polaco de antes de la guerra de Rusia debería ser cedido a la recién independizada Segunda República Polaca. Además, muchos de los oponentes políticos de Wilson en los Estados Unidos, incluido el presidente del Comité de Relaciones Exteriores del Senado, Henry Cabot Lodge, creían que una Ucrania independiente debe establecerse. A pesar de esto, Estados Unidos, como resultado del temor a la expansión japonesa en territorio controlado por Rusia y su apoyo a la Legión Checa alineada con los Aliados, envió un pequeño número de tropas al norte de Rusia y Siberia. Estados Unidos también brindó ayuda indirecta, como alimentos y suministros, al Ejército Blanco.
En la Conferencia de Paz de París en 1919, Wilson y el primer ministro británico David Lloyd George, a pesar de las objeciones del presidente francés Georges Clemenceau y el ministro de Relaciones Exteriores italiano Sidney Sonnino, impulsaron la idea de convocar una cumbre en Prinkipo entre los bolcheviques y el movimiento blanco para formar una delegación rusa común a la Conferencia. En 1921, después de que los bolcheviques tomaran la delantera en la guerra civil rusa, ejecutaran a la familia imperial Romanov, repudiaran la deuda zarista y llamaran a la clase obrera a una revolución mundial, la mayor parte del mundo la consideraba una nación paria. Más allá de la guerra civil rusa, las relaciones también fueron perseguidas por reclamos de compañías estadounidenses de compensación por las industrias nacionalizadas en las que habían invertido.

##### Neutralidad en la Primera Guerra Mundial

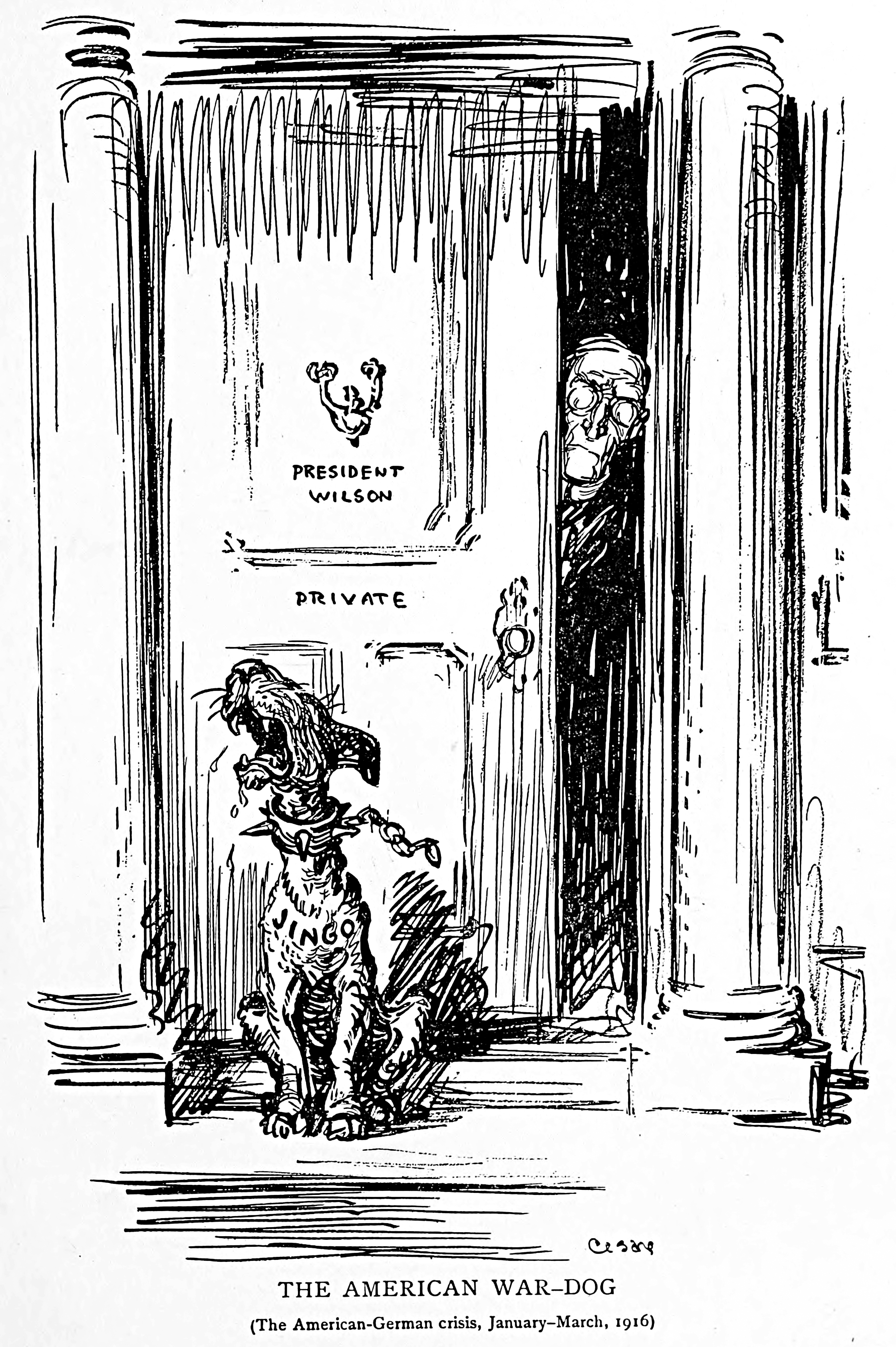
Una caricatura de Wilson y "Jingo", el perro de guerra estadounidense, ridiculizando a los jingoes que aúllan por la guerra.

La Primera Guerra Mundial estalló en julio de 1914, enfrentando a las Potencias Centrales (Alemania, Austria-Hungría , el Imperio Otomano y más tarde Bulgaria) contra las Potencias Aliadas (Gran Bretaña, Francia , el Imperio Ruso, Serbia y varios otros países). La guerra con el tiempo cayó en un largo punto muerto con un gran número de bajas de ambas partes en el frente occidental de Francia. Ambas partes rechazaron las ofertas que presentaron el presidente Wilson y el coronel House para mediar y poner fin al conflicto. Desde 1914 hasta principios de 1917, los principales objetivos de política exterior de Wilson fueron mantener a Estados Unidos fuera de la guerra en Europa y negociar un acuerdo de paz. Insistió en que todas las acciones del gobierno de EE. UU. sean neutrales y afirmó que los estadounidenses "deben ser imparciales tanto en el pensamiento como en la acción, deben frenar nuestros sentimientos y toda transacción que pueda interpretarse como una preferencia de una parte sobre la otra". Como potencia neutral, EE. UU. insistió en su derecho a comerciar con ambas partes del conflicto. Sin embargo, la poderosa Royal Navy británica impuso un bloqueo a Alemania. Para apaciguar a Washington, Londres acordó continuar comprando ciertos productos estadounidenses importantes, como el algodón, a los precios de antes de la guerra, y en caso de que un buque mercante estadounidense fuera atrapado con contrabando, la Royal Navy tenía órdenes de comprar todo el cargamento y liberar el buque. El gobierno de Wilson aceptó lo términos.
En respuesta al bloqueo británico, Alemania lanzó una campaña submarina contra los buques mercantes en los mares que rodean las islas británicas. A principios de 1915, los alemanes hundieron tres barcos estadounidenses; Wilson consideró, basándose en alguna evidencia razonable, que estos incidentes fueron accidentales y que la liquidación de reclamos podría posponerse hasta el final de la guerra. En mayo de 1915, un submarino alemán torpedeó el trasatlántico británico RMS Lusitania, en el que murieron 1.198 pasajeros, incluidos 128 ciudadanos estadounidenses. Wilson respondió públicamente diciendo: "Existe el hecho de que un hombre sea demasiado orgulloso para luchar. Existe el hecho de que una nación tiene tanta razón que no necesita convencer a otros por la fuerza de que tiene razón". Wilson exigió que el gobierno alemán "tome medidas inmediatas para evitar que se repitan" incidentes como el hundimiento del Lusitania. En respuesta, Bryan, quien creía que Wilson había colocado la defensa de los derechos comerciales estadounidenses por encima de la neutralidad, renunció al gabinete. En marzo de 1916, el SS Sussex, un ferry desarmado bajo bandera francesa, fue torpedeado en el Canal de la Mancha y entre los fallecidos se contaron cuatro estadounidenses. Wilson obtuvo de Alemania una promesa de restringir la guerra submarina a las reglas de la guerra de cruceros, lo que representó una importante concesión diplomática.
Los intervencionistas, dirigidos por Theodore Roosevelt, querían la guerra con Alemania y criticaron la negativa de Wilson a reclutar el ejército antes de la guerra. Después del hundimiento del Lusitania y la renuncia de Bryan, Wilson se comprometió públicamente con lo que se conoció como el "movimiento de preparación" y comenzó a preparar el ejército y la marina. En junio de 1916, el Congreso aprobó la Ley de Defensa Nacional de 1916, que estableció el Cuerpo de Entrenamiento de Oficiales de Reserva y amplió la Guardia Nacional. Ese mismo año, el Congreso aprobó también la Ley Naval de 1916, que preveía una importante expansión de la armada.

##### Negociaciones de paz
Desde el estallido de la guerra en 1914 hasta enero de 1917, el objetivo principal de Wilson fue usar la neutralidad estadounidense para negociar una conferencia de paz que pusiera fin a la guerra. En los dos primeros años ninguna de las partes estaba interesada en las negociaciones. Sin embargo, esto cambió a fines de 1916 cuando ambas partes estaban dispuestas a las negociaciones de paz, si el presidente Wilson era el intermediario. Sin embargo, Wilson esperó demasiado, no se dio cuenta de la importancia de su poder financiero sobre Gran Bretaña y confió erróneamente en su asesor el coronel House y el secretario de Estado Robert Lansing, quienes socavaron sus propuestas al alentar a Gran Bretaña a estancarse. Zelikow destaca que la canciller alemana Bethmann Hollweg estaba seriamente interesado en la paz, pero tuvo que defenderse de las demandas de Paul von Hindenburg y Erich Ludendorff, quienes estaban tomando el control dictatorial de Alemania. Cuando Wilson finalmente hizo su propuesta de paz en enero de 1917, era demasiado poco y demasiado tarde, y en lugar de paz, la guerra se intensificó. Hindenburg y Ludendorff habían convencido al Kaiser de que la victoria estaba cerca mediante el uso de una guerra submarina sin restricciones y el traslado de tropas desde el frente ruso para aplastar las líneas del frente francesas y británicas.

##### Lista de viajes internacionales durante la presidencia
| Periodo | Fecha                                        | País        | Ubicaciones                           | Detalles |
| ------- | -------------------------------------------- | ----------- | ------------------------------------- | --- |
| 1       | 14-25 de diciembre de 1918                   | Francia     | París, Chaumont                       | Asistió a discusiones preliminares antes de la Conferencia de Paz de París ; promovió sus principios de los Catorce Puntos para la paz mundial. Partió de los Estados Unidos el 4 de diciembre. |
| 1       | 26-31 de diciembre de 1918                   | Reino Unido | Londres, Carlisle, Mánchester         | Se reunió con el primer ministro David Lloyd George y el Rey Jorge V. |
| 1       | 31 de diciembre de 1918 - 1 de enero de 1919 | Francia     | París                                 | Escala en ruta a Italia. |
| 1       | 1 al 6 de enero de 1919                      | Italia      | Roma, Génova, Milán, Turín            | Se reunió con el Rey Víctor Emmanuel III y el primer ministro Vittorio Orlando. |
| 1       | 4 de enero de 1919                           | Vaticano    | Roma                                  | Audiencia con el Papa Benedicto XV (el primer encuentro entre un presidente en ejercicio y un Papa reinante).                                                                                   |
| 1       | 7 de enero - 14 de febrero de 1919           | Francia     | París                                 | Asistió a la Conferencia de Paz de París. Regresó a los Estados Unidos el 24 de febrero. |
| 2       | 14 de marzo - 18 de junio de 1919            | Francia     | París                                 | Asistió a la Conferencia de Paz de París. Partió de los Estados Unidos el 5 de marzo. |
| 2       | 18 y 19 de junio de 1919                     | Bélgica     | Bruselas, Charleroi, Malinas, Lovaina | Se reunió con el Rey Alberto I. Se dirigió al Parlamento. |
| 2       | 20-28 de junio de 1919                       | Francia     | París                                 | Asistió a la Conferencia de Paz de París. Regresó a los Estados Unidos el 8 de julio. |

#### Segundas nupcias
La salud de la esposa de Wilson, Ellen, se deterioró después de que él asumió el cargo y los médicos le diagnosticaron la enfermedad de Bright en julio de 1914. Murió el 6 de agosto de 1914. Wilson se vio profundamente afectado por la pérdida y cayó en una depresión.
El 18 de marzo de 1915, Wilson conoció a Edith Bolling Galt en un té en la Casa Blanca. Galt era una joyera viuda que también era originaria del Sur del país. Después de varios encuentros, Wilson le propuso matrimonio en mayo de 1915. Galt inicialmente lo rechazó, pero Wilson no se inmutó y continuó con sus pretensiones. Edith aceptó gradualmente la relación y se comprometieron en septiembre de 1915. Se casaron el 18 de diciembre de 1915. Wilson se unió a John Tyler y Grover Cleveland como los únicos presidentes de EE. UU. que se casaron mientras estaban en el cargo.

#### Elecciones presidenciales de 1916

El mapa del colegio electoral de 1916

Wilson fue reelegido en la Convención Nacional Demócrata de 1916 sin oposición. En un esfuerzo por ganarse a los votantes progresistas, Wilson propuso el establecimiento de la jornada laboral de ocho horas y una semana laboral de seis días, la adopción de medidas de salud pública, la prohibición del trabajo infantil y la protección de las mujeres trabajadoras. También se mostró a favor del establecimiento de un salario mínimo para todo el trabajo realizado por y para el gobierno federal. Los demócratas también hicieron campaña con el lema "Él nos mantuvo fuera de la guerra" y advertían que una victoria republicana significaría la guerra con Alemania.
La Convención Nacional Republicana de 1916, con la esperanza de reunificar las alas progresista y conservadora del partido, nombró como candidato a la presidencia al juez de la Corte Suprema Charles Evans Hughes, que como juez en ejercicio, había permanecido totalmente fuera de la política en 1912. Aunque los republicanos atacaron la política exterior de Wilson por varios motivos, los asuntos nacionales dominaron la campaña ese año. Los republicanos hicieron hincapié en las políticas de New Freedom de Wilson, especialmente en la reducción de aranceles, los nuevos impuestos sobre la renta y la Ley Adamson, que ridiculizaron como "legislación clasista".
La elección estuvo reñida y el resultado estuvo en duda con Hughes por delante en el Este y Wilson en el Sur y el Oeste. La cuestión dependía de California. El 10 de noviembre, California certificó que Wilson había ganado el estado por 3.806 votos, lo que le otorgaba la mayoría de los votos electorales. A nivel nacional, Wilson obtuvo 277 votos electorales y el 49,2% del voto popular, mientras que Hughes obtuvo 254 votos electorales y el 46,1% del voto popular. Wilson logró ganar al recoger muchos votos que habían ido a Roosevelt o Debs en 1912. La reelección de Wilson lo convirtió en el primer demócrata desde Andrew Jackson (en 1832) en ganar dos mandatos consecutivos. Los demócratas mantuvieron igualmente el control del Congreso.

#### Segunda investidura
La segunda toma de posesión de Woodrow Wilson como presidente se llevó a cabo en privado el domingo 4 de marzo de 1917 en la Sala del Presidente dentro del Capitolio de los Estados Unidos en Washington D. C. y públicamente el lunes 5 de marzo de 1917 en el Pórtico Este del Capitolio. Esta fue la toma de posesión número 33 de la historia de Estados Unidos y marcó el comienzo del segundo y último mandato de cuatro años de Wilson como presidente y Marshall como vicepresidente. El presidente de la Corte Suprema, Edward D. White, tomó el juramento presidencial a Wilson por segunda vez.
Una multitud de hombres que asistía en Washington a la toma de posesión agredió alas mujeres que formaban piquetes en la Casa Blanca y exigían el derecho al voto de las mujeres. La cobertura periodística de la violencia y del movimiento por el sufragio femenino eclipsó la de la propia toma de posesión.

#### Primera Guerra Mundial (1917-1918)

##### Entrada estadounidense en la Primera Guerra Mundial (1917)
En enero de 1917, Alemania inició una nueva política de guerra submarina sin restricciones contra los barcos en los mares alrededor de las islas británicas en respuesta al bloqueo británico. Los líderes alemanes sabían que la política probablemente provocaría la entrada de Estados Unidos en la Primera Guerra Mundial, pero esperaban derrotar a las potencias aliadas antes de que Estados Unidos pudiera movilizarse por completo. A fines de febrero, el público estadounidense se enteró del Zimmermann Telegram, una comunicación diplomática secreta en la que Alemania buscaba convencer a México para que se uniera a ella en una guerra contra Estados Unidos. Después de una serie de ataques contra barcos estadounidenses, Wilson celebró una reunión de gabinete el 20 de marzo de 1917 en la que los miembros del gabinete acordaron por unanimidad que había llegado el momento de que Estados Unidos entrara en guerra.  Los miembros del gabinete creían que Alemania estaba involucrada en una guerra comercial contra los Estados Unidos y que los Estados Unidos tenían que responder con una declaración formal de guerra.
El 2 de abril de 1917, Wilson solicitó al Congreso una declaración de guerra contra Alemania, argumentando que Alemania estaba involucrada en "nada menos que una guerra contra el gobierno y el pueblo de los Estados Unidos". Solicitó un reclutamiento militar para reclutar al ejército, aumentar los impuestos para pagar los gastos militares, préstamos a los gobiernos aliados y aumentar la producción industrial y agrícola. En una declaración afirmó:
"No tenemos fines egoístas a los que servir. No deseamos ninguna conquista, ningún dominio... ninguna compensación material por los sacrificios que haremos libremente. No somos más que uno de los campeones de los derechos de la humanidad. Nosotros serán satisfechos cuando esos derechos se hayan hecho tan seguros como la fe y la libertad de las naciones puedan hacerlos”.
La declaración de guerra de Estados Unidos contra Alemania fue aprobada por el Congreso con fuertes mayorías bipartidistas el 6 de abril de 1917. Posteriormente, Estados Unidos declaró la guerra contra Austria-Hungría en diciembre de 1917.
Cuando Estados Unidos entró en la Primera Guerra Mundial, Wilson y el secretario de Guerra Newton D. Baker lanzaron una expansión del Ejército de los Estados Unidos con el objetivo de crear un Ejército Regular de 300.000 miembros, una Guardia Nacional de 440.000 miembros y un ejército reclutado de 500.000 miembros. fuerza, conocida como el " Ejército Nacional ". A pesar de cierta resistencia al servicio militar obligatorio y al compromiso de los soldados estadounidenses en el extranjero, la gran mayoría de ambas cámaras del Congreso votaron a favor de imponer el servicio militar obligatorio con la Ley de Servicio Selectivo de 1917. Buscando evitar los disturbios de la guerra civil estadounidense, el proyecto de ley estableció juntas de reclutamiento locales que se encargaron de determinar quién debería ser reclutado. Al final de la guerra, se habían reclutado casi 3 millones de hombres. La armada también experimentó una enorme expansión, y las pérdidas de envío de los Aliados se redujeron sustancialmente debido a las contribuciones estadounidenses y un nuevo énfasis en el sistema de convoyes.

##### Catorce Puntos

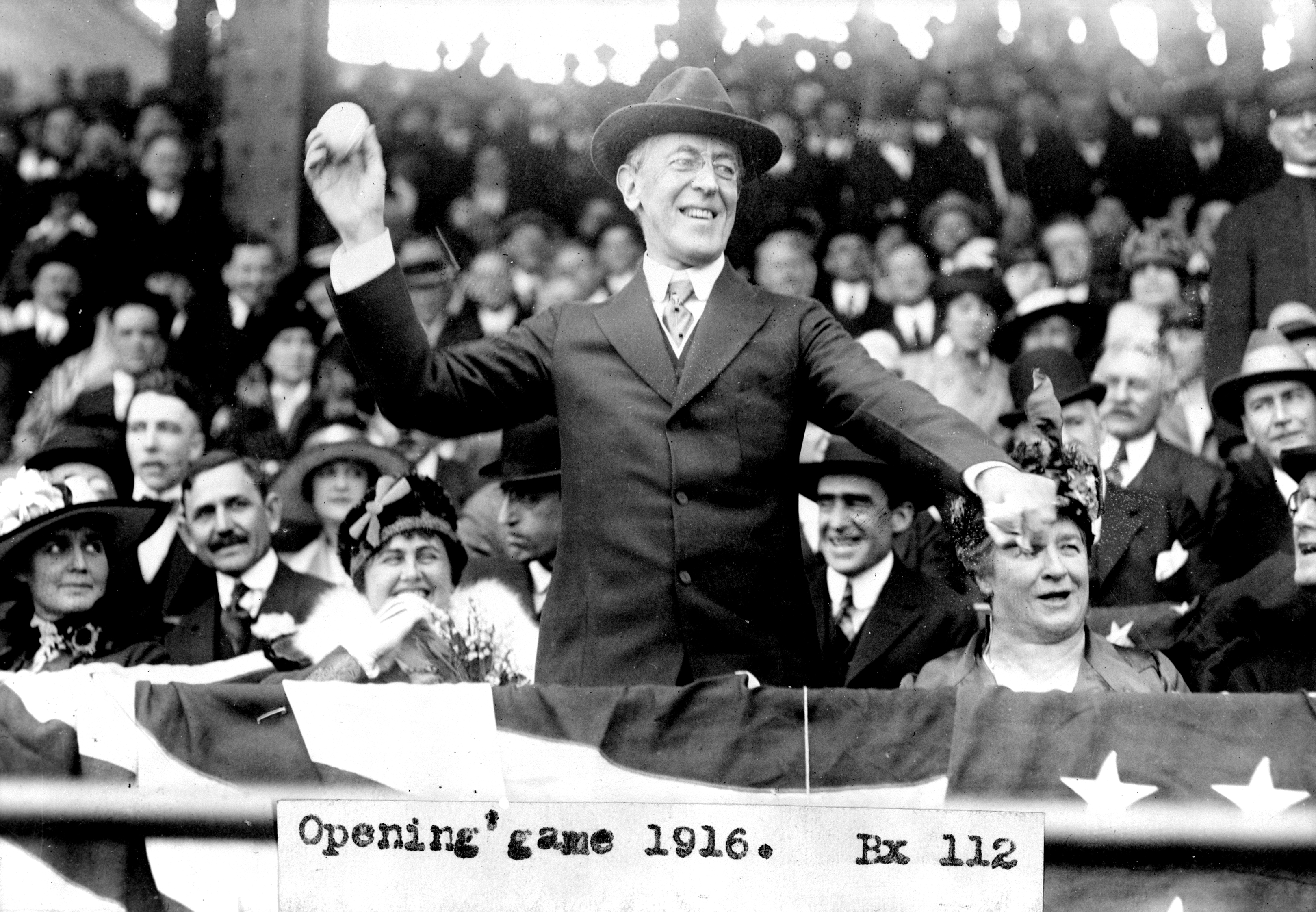
Woodrow Wilson en 1916.

Inicialmente neutral en el conflicto armado de la Primera Guerra Mundial, no realizó el primer gesto de condena del régimen alemán hasta el hundimiento del barco británico RMS Lusitania el 7 de mayo de 1915, donde murieron 114 estadounidenses. Wilson buscó el establecimiento de "una paz común organizada" que ayudaría a prevenir futuros conflictos. En este objetivo, se opuso no solo a las Potencias Centrales, sino también a las demás Potencias Aliadas, quienes, en diversos grados, buscaron obtener concesiones e imponer un acuerdo de paz punitivo a las Potencias Centrales. No fue hasta el 2 de abril de 1917 cuando Wilson pidió al Congreso la intervención de su país en el conflicto armado europeo. El 8 de enero de 1918, Wilson pronunció en el Congreso de su país la Lista de 14 puntos de Wilson, con el objetivo de la obtención de la paz. Otros puntos incluyeron la evacuación del territorio ocupado, el establecimiento de una Polonia independiente yautodeterminación de los pueblos de Austria-Hungría y el Imperio Otomano.
Los catorce puntos planteados por Wilson fueron:
- El final de la diplomacia secreta
- La libertad de navegación y comercio
- La desaparición de las barreras económicas
- La reducción de los armamentos militares
- Reglamentación de las rivalidades coloniales
- La evacuación de Rusia
- La restitución de la soberanía en Bélgica
- La restitución de Alsacia y Lorena a Francia
- El reajuste de las fronteras de Italia
- La autonomía de los pueblos del Imperio austrohúngaro
- La evacuación de Rumanía, Serbia y Montenegro
- La autonomía de los pueblos del Imperio otomano
- La restitución de la soberanía de Polonia
- La creación de una Liga de Naciones (lo que sería la Sociedad de Naciones), antecedente de las Naciones Unidas.

Todos estos puntos deberían servir de punto de partida para establecer el Tratado de Versalles de 1919, que surgió del acuerdo entre las potencias que salieron victoriosas del reciente conflicto armado, sin embargo regresaría decepcionado.

##### Curso de la guerra
Bajo el mando del general Pershing, las fuerzas expedicionarias estadounidenses llegaron a Francia a mediados de 1917. Wilson y Pershing rechazaron la propuesta británica y francesa de que los soldados estadounidenses se integraran en las unidades aliadas existentes, dando a los Estados Unidos más libertad de acción pero requiriendo la creación de nuevas estructuras y redes de suministro. Rusia salió de la guerra después de la firma del tratado de Brest-Litovsk en marzo de 1918, lo que permitió a Alemania trasladar soldados del frente oriental. Con la esperanza de romper las líneas aliadas antes de que los soldados estadounidenses pudieran llegar con toda su fuerza, los alemanes lanzaron la ofensiva de primavera en el frente occidental. Ambos bandos sufrieron cientos de miles de bajas cuando los alemanes obligaron a retroceder a los británicos y franceses, pero Alemania no pudo capturar la capital francesa de París. A finales de 1917, había solo 175.000 soldados estadounidenses en Europa, pero a mediados de 1918 llegaban a Europa 10.000 estadounidenses cada día. Con la incorporación de las fuerzas estadounidenses, los aliados derrotaron a Alemania en la batalla de Belleau Wood y la batalla de Château-Thierry. A partir de agosto, los Aliados lanzaron la ofensiva de los Cien Días, haciendo retroceder al exhausto ejército alemán. Mientras tanto, los líderes franceses y británicos convencieron a Wilson de enviar varios miles de soldados estadounidenses para unirse a la intervención aliada en Rusia, que estaba en medio de la guerra civil entre los bolcheviques comunistas y el movimiento blanco.
A fines de septiembre de 1918, los dirigentes alemanes ya no creían que pudiera ganar la guerra, y el kaiser Guilllermo II nombró un nuevo gobierno dirigido por el príncipe Maximiliano de Baden, que buscó inmediatamente un armisticio con Wilson, tomando como base los Catorce Puntos para la rendición alemana. House obtuvo el acuerdo para el armisticio de Francia y Gran Bretaña, pero solo después de amenazar con concluir un armisticio unilateral sin ellos. Alemania y las potencias aliadas pusieron fin a los combates con la firma del Armisticio del 11 de noviembre de 1918. Austria-Hungría había firmado el armisticio de Villa Giustiocho días antes, mientras que el Imperio Otomano firmó el armisticio de Mudros en octubre. Durante la Primera Guerra Mundial, 116.000 militares estadounidenses murieron y otros 200.000 resultaron heridos.

##### Política interior durante la guerra
Con la entrada de Estados Unidos en la Primera Guerra Mundial en abril de 1917, Wilson se convirtió en presidente en tiempos de guerra. Se creó la Junta de Industrias de Guerra, dirigida por Bernard Baruch, para establecer las políticas y objetivos de la fabricación bélica estadounidense. El futuro presidente Herbert Hoover fue el encargado de dirigir la  Administración de Alimentos; la Administración Federal de Combustibles, dirigida por Harry Augustus Garfield, introdujo el horario de verano y racionó los suministros de combustible; William McAdoo se encargó de los bonos de guerra y Vance C. McCormick encabezó la Junta de Comercio de Guerra. Este grupo conocidos como el "gabinete de guerra", se reunía semanalmente con Wilson. Debido a que estuvo muy centrado en la política exterior durante la Primera Guerra Mundial, delegó muchos asuntos del ámbito interior en sus subordinados. En plena guerra, el presupuesto federal se disparó de mil millones de dólares en el año fiscal 1916 a diecinueve mil millones en el 1919. Además de gastar en su propio fortalecimiento militar, Wall Street en el periodo 1914–1916 y el Tesoro Público en 1917-1918 otorgaron grandes préstamos a los países aliados y así financiaron el esfuerzo bélico de Gran Bretaña y Francia.
Con el fin de evitar los altos niveles de inflación que habían acompañado al fuerte endeudamiento en la guerra civil estadounidense, la administración de Wilson aumentó los impuestos durante la guerra. La Ley de Ingresos de Guerra de 1917 y la Ley de Ingresos de 1918 elevaron la tasa impositiva máxima hasta el 77%, aumentaron considerablemente el número de contribuyentes sujetos al impuesto sobre la renta (aproximadamente 5,5 millones de estadounidenses en 1920) y establecieron un gravamen sobre las ganancias extraordinarias de empresas e individuos. A pesar de estas leyes fiscales, Estados Unidos se vio obligado a pedir grandes préstamos para financiar el esfuerzo bélico. El secretario del Tesoro, McAdoo, autorizó la emisión de bonos de guerra a bajo interés y, para atraer inversores, estableció que los intereses de los bonos fueran libres de impuestos. Los bonos demostraron ser tan populares entre los inversores que muchos pidieron dinero prestado para comprar más bonos. La compra de bonos, junto con otras presiones en tiempos de guerra, resultó en una inflación creciente, aunque esta inflación fue compensada en parte por salarios y ganancias crecientes.
Para influir en la opinión pública, Wilson creó en 1917 la primera oficina moderna de propaganda, el Comité de Información Pública (CPI), a cuyo frente colocó a George Creel.
En las elecciones de 1918, pidió a los votantes que se decantaran por los candidatos demócratas como respaldo a sus políticas. Sin embargo, los republicanos ganaron el apoyo de los marginados germano-estadounidenses y tomaron el control. Wilson se negó a negociar con los nuevos líderes de la Cámara de Representantes y del Senado, y el senador Henry Cabot Lodge se convirtió en su oponente.
En noviembre de 1919, el fiscal general de Wilson, A. Mitchell Palmer, comenzó a imputar a anarquistas, miembros de Industrial Workers of the World y otros grupos antibelicistas en lo que se conoció como las "redadas de Palmer". Miles de personas fueron arrestadas por incitación a la violencia, espionaje o sedición. Para entonces Wilson estaba ya incapacitado y no se le informó de lo que estaba sucedeindo.

###### Financiación de la guerra
Se necesitaban grandes cantidades de dinero para financiar la guerra: comprar alimentos y municiones para los soldados, pagarles y prestar $ 7 mil millones a los aliados para sus necesidades de compra. 
Los préstamos a los países extranjeros estabilizaron las economías aliadas y fortalecieron su capacidad para luchar y producir armas, y así ayudaron al esfuerzo bélico estadounidense. Al final de la guerra, Estados Unidos se había convertido en una nación acreedora por primera vez en su historia. Pero los préstamos causaron un sinfín de problemas diplomáticos cuando Washington en la década de 1920 exigió (y no obtuvo) el reembolso total. En 1932, el 90% se canceló debido a la Gran Depresión; después de eso, el problema se olvidó en gran medida y los préstamos finalmente se pagaron en 1951.
El costo militar original de la guerra fue de 28.000 millones de dólares; si se cuentan también los costes no militares, el total asciende a 33.000 millones de dólares.

###### Propaganda de guerra
Wilson estableció la primera oficina de propaganda moderna, el Comité de Información Pública (CPI), encabezado por George Creel. Creel se propuso llegar sistemáticamente a cada persona en los Estados Unidos varias veces con información patriótica sobre cómo el individuo podría contribuir al esfuerzo de guerra. Estableció divisiones en su nueva agencia para producir y distribuir innumerables copias de carteles, panfletos, comunicados de prensa, anuncios en revistas, películas, campañas escolares y los discursos de los Four Minute Men. El CPI también trabajó con el Correo para censurar la contrapropaganda sediciosa. El CPI capacitó a miles de oradores voluntarios para hacer llamados patrióticos durante los descansos de cuatro minutos necesarios para cambiar de bobina en las salas de cine. Los voluntarios de CPI también hablaron en iglesias, albergues, organizaciones fraternales, sindicatos e incluso campamentos madereros. Creel se jactó de que en 18 meses sus 75.000 voluntarios pronunciaron más de 7,5 millones de oraciones de cuatro minutos a más de 300 millones de oyentes, en una nación de 103 millones de personas.

###### Prohibición del alcohol
La prohibición se desarrolló como una reforma imparable durante la guerra, pero Wilson y su administración solo jugaron un papel menor en su aprobación. Una combinación del movimiento por la templanza, el odio a todo lo alemán (incluidas la cerveza y las tabernas) y el activismo de las iglesias y las mujeres llevó a la ratificación de una enmienda para lograr la prohibición del alcohol en los Estados Unidos. Una enmienda constitucional aprobada por ambas cámaras en diciembre de 1917 por 2/3 de votos. Para el 16 de enero de 1919, la Decimoctava Enmienda había sido ratificada por 36 de los 48 estados que necesitaba. El 28 de octubre de 1919, el Congreso aprobó la legislación habilitante, la Ley Volstead, para hacer cumplir la Decimoctava Enmienda. Wilson sintió que la prohibición no se podía hacer cumplir, pero el Congreso anuló su veto a la Ley Volstead. La prohibición comenzó el 16 de enero de 1920; se prohibió la fabricación, importación, venta y transporte de alcohol, excepto en casos específicos (como el vino utilizado con fines religiosos).

###### Sufragio femenino
Wilson se opuso en privado al sufragio femenino hasta 1911 porque sentía que las mujeres carecían de la experiencia pública necesaria para ser buenas votantes. Al ver la evidencia real de cómo se comportaban las votantes en los estados del oeste, cambió de opinión y llegó a sentir que, de hecho, podían ser buenas votantes. No habló públicamente sobre el tema, excepto para hacerse eco de la posición del Partido Demócrata de que el sufragio era un asunto de estado, principalmente debido a la fuerte oposición en el Sur blanco al derecho al voto de los negros.
La victoria por el sufragio universal en el estado de Nueva York, combinada con el papel cada vez más prominente que las mujeres asumieron en el esfuerzo de guerra en las fábricas y en el hogar, convenció a Wilson y a muchos otros de apoyar plenamente el sufragio femenino nacional. En un discurso de enero de 1918 ante el Congreso, Wilson por primera vez respaldó el derecho nacional al voto: "Hemos hecho a las mujeres compañeras en esta guerra... ¿Deberíamos admitirlas solo en una asociación de sufrimiento y sacrificio y trabajo y no a una sociedad de privilegio y derecho?" Más tarde, en enero, la Cámara aprobó rápidamente una enmienda constitucional que prevé el sufragio femenino en una votación de 274 a 136, pero la campaña por el sufragio femenino se estancó en el Senado. Si bien la gran mayoría de los republicanos favoreció la enmienda, los demócratas del sur se opusieron. Wilson presionó continuamente a los senadores para que votaran por el proyecto de ley y en junio de 1919 el Senado aprobó la enmienda. El número requerido de estados ratificó la Decimonovena Enmienda en agosto de 1920.  Ese mismo año, Wilson nombró a Helen H. Gardener para un asiento en la Comisión del Servicio Civil de los Estados Unidos, el puesto más alto que una mujer había ocupado en el gobierno federal.

###### Antiespionaje
Para contrarrestar la deslealtad al esfuerzo bélico en casa, Wilson impulsó en el Congreso la Ley de Espionaje de 1917 y la Ley de Sedición de 1918 para suprimir las declaraciones antibritánicas, proalemanas o contra la guerra. Si bien dio la bienvenida a los socialistas que apoyaron la guerra, presionó al mismo tiempo para arrestar y deportar a los enemigos nacidos en el extranjero.

###### Terrorismo y "primer susto rojo"
Tras la Revolución de Octubre en Rusia y otros intentos revolucionarios similares en Alemania y Hungría, muchos estadounidenses temían la posibilidad de un ataque terrorista en Estados Unidos. Los atentados de abril de 1919, en los que anarquistas enviaron 38 bombas por correo a destacados estadounidenses, avivaron esa preocupación; una persona resultó muerta, pero la mayoría de los paquetes fueron interceptados. En junio se enviaron otras nueve bombas por correo que provocaron varios heridos. Los nuevos temores se combinaron con un estado de ánimo nacional de patriotismo que desencadenó el "Primer Terror Rojo" en 1919. El fiscal general A. Mitchell Palmer convenció a Wilson de retrasar la amnistía para aquellos que habían sido condenados por sedición en tiempos de guerra y lanzó las conocidas como "redadas de Palmer" para reprimir a las organizaciones radicales. Las actividades de Palmer encontraron resistencia por parte de los tribunales y de algunos altos funcionarios federales, pero a Wilson, quien estaba físicamente incapacitado a fines de 1919, no se le informó sobre las redadas.

##### Conferencia de Paz de París (1919-1920)

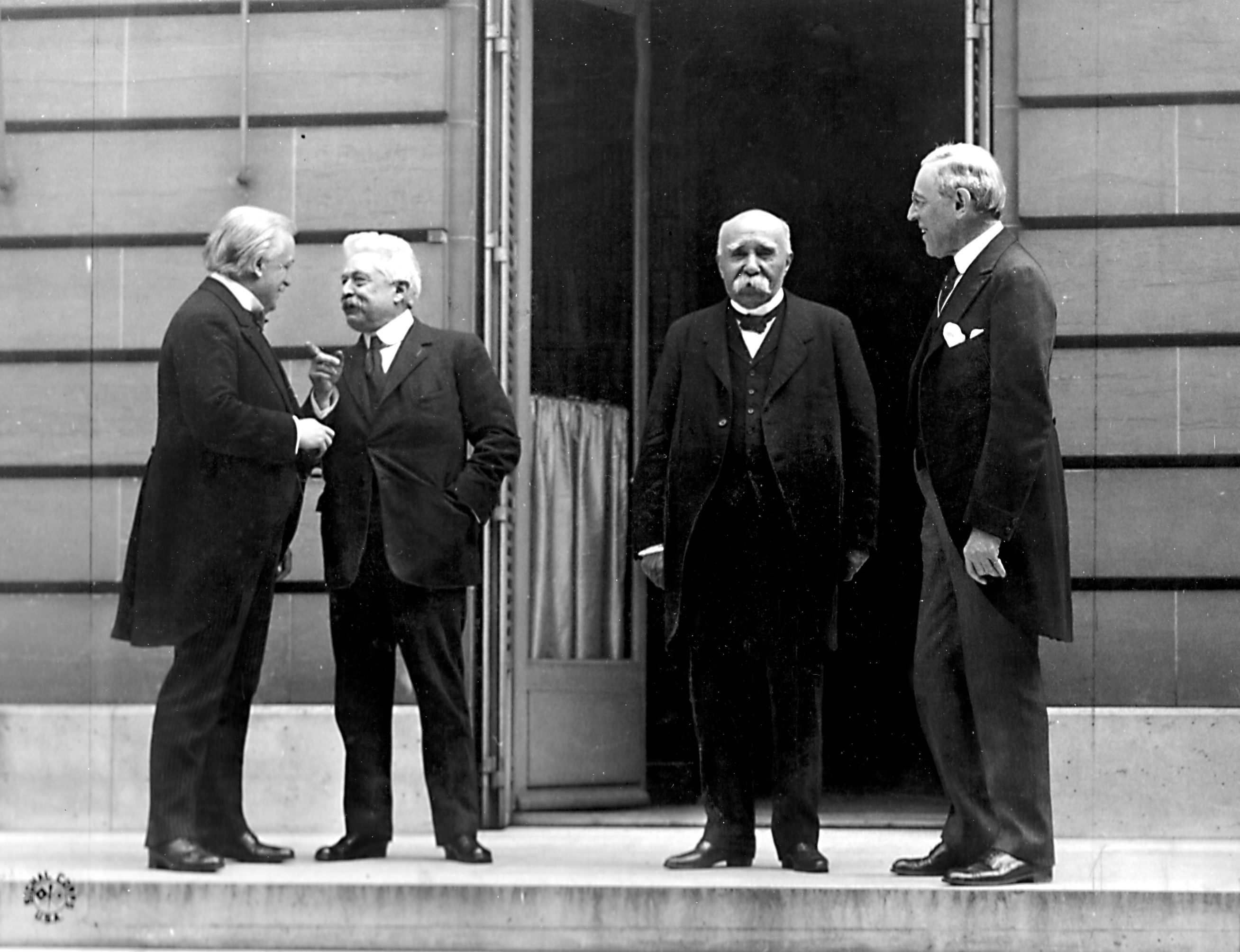
Los "Cuatro Grandes" en la Conferencia de Paz de París el 27 de mayo de 1919, luego del final de la Primera Guerra Mundial con Wilson de pie junto a Georges Clemenceau a la derecha.

Después de la firma del armisticio, Wilson viajó a Europa para encabezar la delegación estadounidense en la Conferencia de Paz de París, convirtiéndose así en el primer presidente en funciones en viajar a Europa. Aunque los republicanos ahora controlaban el Congreso, Wilson los excluyó. Los republicanos del Senado e incluso algunos demócratas del Senado se quejaron de su falta de representación en la delegación. Estaba formado por Wilson, el coronel House, el secretario de Estado Robert Lansing , el general Tasker H. Bliss y el diplomático Henry White quien era el único republicano pero no activo dentro del partido. Salvo por un regreso de dos semanas a los Estados Unidos, Wilson permaneció en Europa durante seis meses, donde se centró en llegar a un tratado de paz para poner fin formalmente a la guerra. El presidente Wilson, el primer ministro británico David Lloyd George, el primer ministro francés Georges Clemenceau y el primer ministro italiano Vittorio Emanuele Orlando conformaron el grupo de los denominados "Cuatro Grandes ", los líderes aliados con mayor influencia en la Conferencia de Paz de París. Wilson tuvo una enfermedad durante la conferencia, y algunos expertos creen que la gripe española fue la causa.
A diferencia de otros líderes aliados, Wilson no buscó ganancias territoriales ni concesiones materiales de las potencias centrales. Su objetivo principal era el establecimiento de la Liga de las Naciones, que consideraba la "piedra angular de todo el programa". El propio Wilson presidió el comité que redactó el Pacto de la Liga de las Naciones. El pacto obligaba a los miembros a respetar la libertad de religión , tratar a las minorías raciales de manera justa y resolver disputas pacíficamente a través de organizaciones como la Corte Permanente de Justicia Internacional. El artículo décimo del Pacto de la Liga requería que todas las naciones defendieran a los miembros de la Liga contra la agresión externa. Japón propuso que la conferencia aprobara una cláusula de igualdad racial; Wilson se mostró indiferente al tema, pero accedió a la fuerte oposición de Australia y Gran Bretaña. El Pacto de la Sociedad de Naciones se incorporó al Tratado de Versalles de la conferencia , que puso fin a la guerra con Alemania, y a otros tratados de paz.

Varios nuevos estados europeos se establecieron en la Conferencia de Paz de París

Además del establecimiento de la Sociedad de Naciones y la consolidación de una paz mundial duradera, el otro objetivo principal de Wilson en la Conferencia de Paz de París fue que la autodeterminación fuera la base principal utilizada para trazar nuevas fronteras internacionales. Sin embargo, en la búsqueda de su Sociedad de Naciones, Wilson concedió varios puntos a los otros poderes presentes en la conferencia. Alemania estaba obligada a ceder territorio de forma permanente, pagar reparaciones de guerra, renunciar a todas sus colonias y dependencias de ultramar y someterse a la ocupación militar en Renania. Además, una cláusula en el tratado nombró específicamente a Alemania como responsable de la guerra. Wilson acordó permitir que las potencias europeas aliadas y Japón expandieran esencialmente sus imperios mediante el establecimiento de colonias de facto en el Medio Oriente, África y Asia fuera de los antiguos imperios alemán y otomano; estas concesiones territoriales a los países victoriosos estaban disfrazadas de "mandatos de la Sociedad de Naciones". La adquisición japonesa de los intereses alemanes en la península de Shandong en China resultó especialmente impopular , ya que socavó la promesa de autogobierno de Wilson. Las esperanzas de Wilson de lograr la autodeterminación tuvieron cierto éxito cuando la conferencia reconoció múltiples estados nuevos e independientes creados en Europa del Este, incluida Albania, Checoslovaquia, Polonia y Yugoslavia.
La conferencia terminó las negociaciones en mayo de 1919, momento en el que los nuevos líderes de la Alemania republicana vieron el tratado por primera vez. Algunos líderes alemanes favorecieron repudiar la paz debido a la dureza de los términos, aunque finalmente Alemania firmó el tratado el 28 de junio de 1919. Wilson no pudo convencer a las otras potencias aliadas, Francia en particular, de moderar la dureza de la asentamiento nivelado en las Potencias Centrales derrotadas, especialmente Alemania.

##### Derrota en la ratificación del Tratado de Versalles

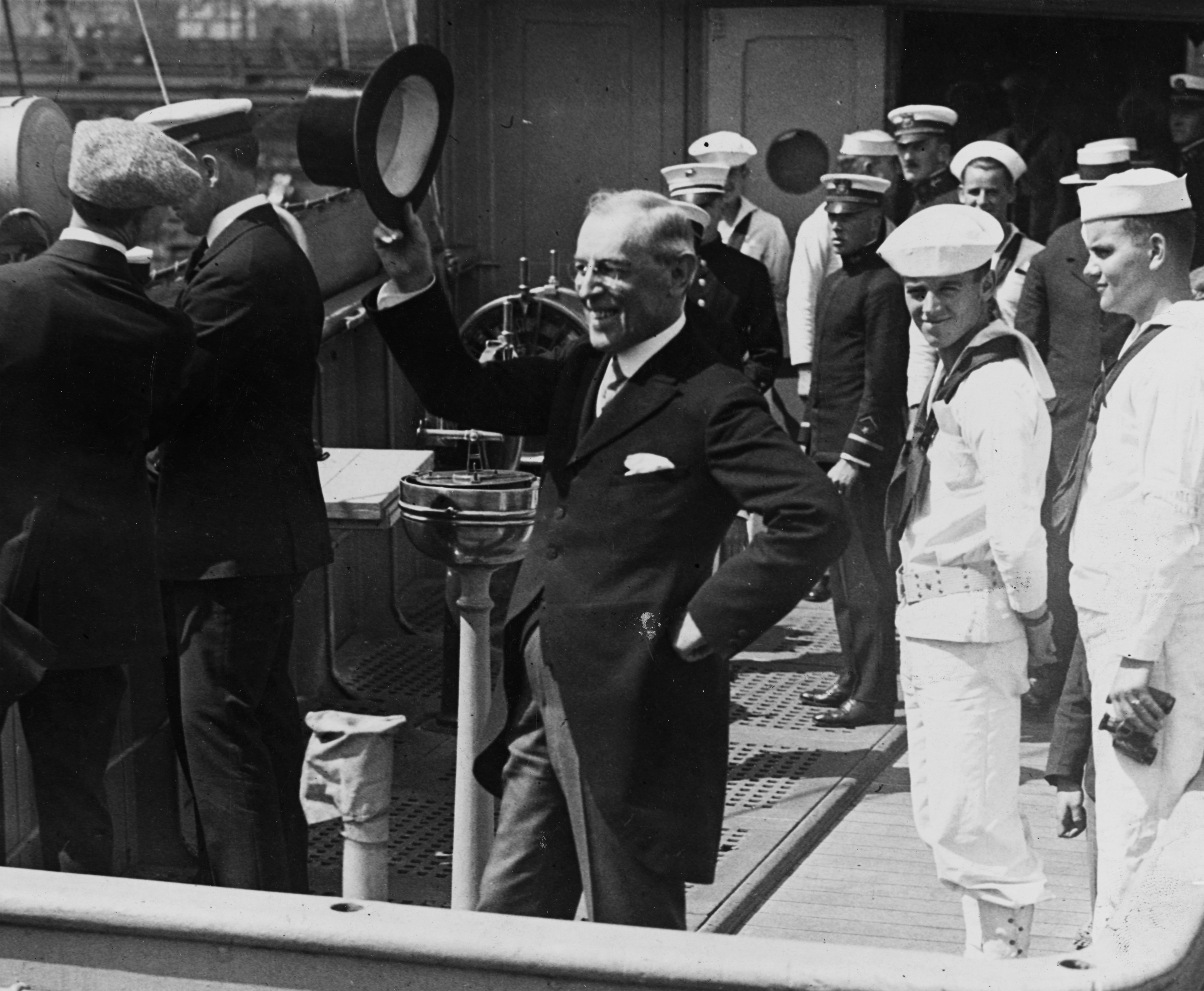
Wilson regresando de la Conferencia de Paz de Versalles en el USS George Washington, mientras navegaba por el puerto de Nueva York el 8 de julio de 1919; la Asamblea Nacional de Weimar en Alemania ratificó formalmente el tratado al día siguiente en una votación de 209 a 116.

La ratificación del Tratado de Versalles requería el apoyo de dos tercios del Senado, una propuesta difícil dado que los republicanos tenían una estrecha mayoría en el Senado después de las elecciones estadounidenses de 1918. Los republicanos estaban indignados por el hecho de que Wilson no discutiera la guerra o sus consecuencias con ellos, y se desarrolló una intensa batalla partidista en el Senado. El senador republicano Henry Cabot Lodge apoyó una versión del tratado que requería que Wilson se comprometiera. Wilson se negó. Algunos republicanos, incluido el expresidente Taft y el ex secretario de Estado Elihu Root, favoreció la ratificación del tratado con algunas modificaciones, y su apoyo público le dio a Wilson alguna posibilidad de ganar la ratificación del tratado.
El debate sobre el tratado se centró en un debate sobre el papel estadounidense en la comunidad mundial en la era de la posguerra, y los senadores se dividieron en tres grupos principales. El primer grupo, formado por la mayoría de los demócratas, favoreció el tratado. Catorce senadores, en su mayoría republicanos, conocidos como los "irreconciliables " ya que se oponían completamente a la entrada de Estados Unidos en la Sociedad de Naciones. Algunos de estos irreconciliables se opusieron al tratado por no enfatizar la descolonización y el desarme, mientras que otros temían entregar la libertad de acción estadounidense a una organización internacional. El grupo restante de senadores, conocidos como "reservacionistas", aceptó la idea de la Liga pero buscó diversos grados de cambio para garantizar la protección de la soberanía estadounidense y el derecho del Congreso a decidir si ir a la guerra.
El Artículo Décimo del Pacto de la Liga, que buscaba crear un sistema de seguridad colectiva al exigir a los miembros de la Liga que se protegieran unos a otros contra la agresión externa, parecía obligar a los EE. UU. a unirse a cualquier guerra que la Liga decidiera. Wilson se negó sistemáticamente a comprometerse, en parte debido a la preocupación de tener que reabrir las negociaciones con los otros signatarios del tratado. Cuando Lodge estaba a punto de lograr una mayoría de dos tercios para ratificar el Tratado con diez reservas, Wilson obligó a sus partidarios a votar en contra el 19 de marzo de 1920, cerrando así la cuestión. Cooper dice que "casi todos los defensores de la Liga" estuvieron de acuerdo con Lodge, pero sus esfuerzos "fracasaron únicamente porque Wilson admitió que rechazó todas las reservas propuestas en el Senado".

##### Desmovilización (1918-1920)
Cuando terminó la guerra, la Administración Wilson desmanteló las juntas y agencias reguladoras de tiempos de guerra. La desmovilización fue caótica ya veces violenta; cuatro millones de soldados fueron enviados a casa con poco dinero y pocos beneficios. En 1919 estallaron huelgas en las principales industrias, perturbando la economía. El país experimentó más turbulencias cuando estalló una serie de disturbios raciales en el verano de 1919. En 1920, la economía se hundió en una grave depresión económica,  el desempleo aumentó al 12 por ciento y el precio de los productos agrícolas disminuyeron drásticamente.

##### La extensión de la gripe de 1918 y la intervención estadounidense

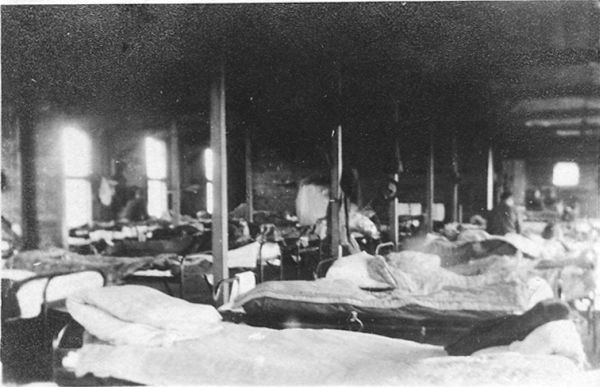
Hospital del campamento Fuston, Kansas, abarrotado con los casos de sarampión y gripe.

Tradicionalmente el «enfermo cero» de la pandemia de gripe de 1918 se ha localizado en Fort Riley, Kansas, el 4 de marzo de 1918, por lo tanto cuando las levas estadounidenses ya estaban ultimadas. Sin embargo investigaciones han constatado la existencia de informes sobre brotes muy virulentos de gripe el año anterior. En Camp Pick se habían constatado una docena de fallecidos en octubre de 1917, en Camp Beauregart se contabilizaron 50 muertos en noviembre y Camp Bowie elevó el número hasta los 172 también en noviembre de 1917. En diciembre de 1917 ya eran 14 campamentos militares afectados de los 16 existentes.
Esta situación ya era conocida por Wilson y por la cúpula militar estadounidense. El presidente consultó al general Peyton C. March, jefe del estado mayor estadounidense desde mayo de 1918, si deberían abandonar la idea de enviar cientos de barcos con miles de soldados, muchos de ellos enfermos o con posibilidad de contraer una gripe con una mortalidad fuera de lo normal y que además resultaba especialmente virulenta con los hombres jóvenes. March se opuso a la paralización porque la noticia envalentonaría a los enemigos de la Triple Alianza. Wilson no se opuso y en agosto de 1918 cerca de un millón y medio de soldados estadounidenses habían sido desplazados a Europa.
Al año siguiente Wilson enfermaría de esta gripe. En su viaje a Europa fue a Francia para firmar el Tratado de Versalles estuvo unos días gravemente enfermo y al recuperarse, por lo que se firmó lo dispuesto por franceses y británicos.

#### Premio Nobel de la Paz (1919)
En 1919, fue galardonado con el Premio Nobel de la Paz por su impulso a la Sociedad de Naciones y por la promoción de la paz después de la Primera Guerra Mundial mediante el Tratado de Versalles. En julio volvió a los Estados Unidos.
Emprendió entonces una gira por el oeste del país para defender su proyecto y lo acordado en París, pero el 25 de septiembre sufrió un accidente cerebrovascular que lo dejó medio paralítico. Este ataque le incapacitó para desarrollar su cargo presidencial, pero su vicepresidente Thomas R. Marshall no utilizó el derecho vigente para conseguir el poder, por lo cual Wilson fue presidente hasta las elecciones de 1921. Durante este periodo, dado el intenso control que la esposa de Wilson ejercía sobre la agenda de su marido, corrió el rumor de que esta se había convertido en presidente "de facto", tanto es así que el senador Albert Fall (uno de los opositores más acerbos de Wilson) habló de un "gobierno de las enaguas". Aunque la consecuencia más importante fue que, al no poder ya defender Wilson el Tratado de Versalles, el Senado se negó a ratificarlo, lo cual, en los hechos, le quitó toda entidad, pues la Sociedad de las naciones ya no contaría con la fuerza militar estadounidense.

#### Elecciones presidenciales de 1920
El candidato presidencial republicano Warren G. Harding derrotó al candidato demócrata James Cox en las elecciones presidenciales de Estados Unidos de 1920. A pesar de su incapacidad médica, Wilson quería postularse para un tercer mandato. Si bien la Convención Nacional Demócrata de 1920 respaldó firmemente las políticas de Wilson, los líderes demócratas se negaron y en cambio, nominaron una boleta compuesta por el gobernador James M. Cox y el subsecretario de Marina Franklin D. Roosevelt. Los republicanos centraron su campaña en torno a la oposición a las políticas de Wilson, y el senador Warren G. Harding prometió volver a la normalidad. Wilson se mantuvo en gran medida fuera de la campaña, aunque respaldó a Cox y continuó abogando por la membresía de Estados Unidos en la Sociedad de Naciones. Harding ganó las elecciones de manera aplastante, capturando más del 60% del voto popular y ganando todos los estados fuera del sur. Wilson se reunió con Harding para tomar el té en su último día en el cargo, el 3 de marzo de 1921. Debido a su salud, Wilson no pudo asistir a la toma de posesión.

### Últimos años (1921-1924)
Después de 1921 Wilson siguió siendo un importante personaje de la política estadounidense, considerado como el presidente que decidió el triunfo de la Triple Entente sobre los Imperios Centrales en la Primera Guerra Mundial. No obstante a que Wilson había sido el principal impulsor y promotor de la Sociedad de Naciones, no logró que el Congreso de Estados Unidos (mayoritariamente republicano) aprobase el ingreso del país en la Sociedad, constatando aún que el aislacionismo era una tendencia muy fuerte entre sus compatriotas. Wilson y su esposa se mudaron a una casa adosada ubicada en el área de Kalorama, al noroeste de la Ciudad de Washington.
Mientras era celebrado como gran estadista en el extranjero, la hostilidad y escepticismo de la opinión pública estadounidense hacia la Sociedad de Naciones decepcionó a Wilson, especialmente después del entonces presidente Warren G Harding repudiara la Liga de Naciones, bajara los impuestos y subiera los aranceles, aunque mantuvo su prestigio político entre sus compatriotas.
Fundó un despacho de abogados junto con el ex secretario de Estado Bainbridge Colby; asistió únicamente el primer día y luego nunca más volvió a las oficinas por lo que con el tiempo el despacho tuvo que cerrar sus puertas. Escribió algunos ensayos breves que marcaron su trayectoria como literato. Fue el periodista Ray Stannard Baker el encargado de escribir las memorias de Wilson en tres volúmenes que se publicaron en 1922. En 1923 pronunció su último discurso que fue transmitido radiofónicamente desde la biblioteca de su casa.
La salud de Wilson no mejoró después de su salida de la presidencia, deteriorándose rápidamente para enero de 1924. Woodrow Wilson murió en Washington D. C. el 3 de febrero de 1924, a los 67 años,producto de un accidente cerebrovascular y un ataque al corazón quizá debilitado por el episodio de gripe vivido cuatro años. Fue enterrado en la Catedral Nacional de Washington, siendo el único presidente de los Estados Unidos que descansa en suelo de la capital.

## Segregacionismo

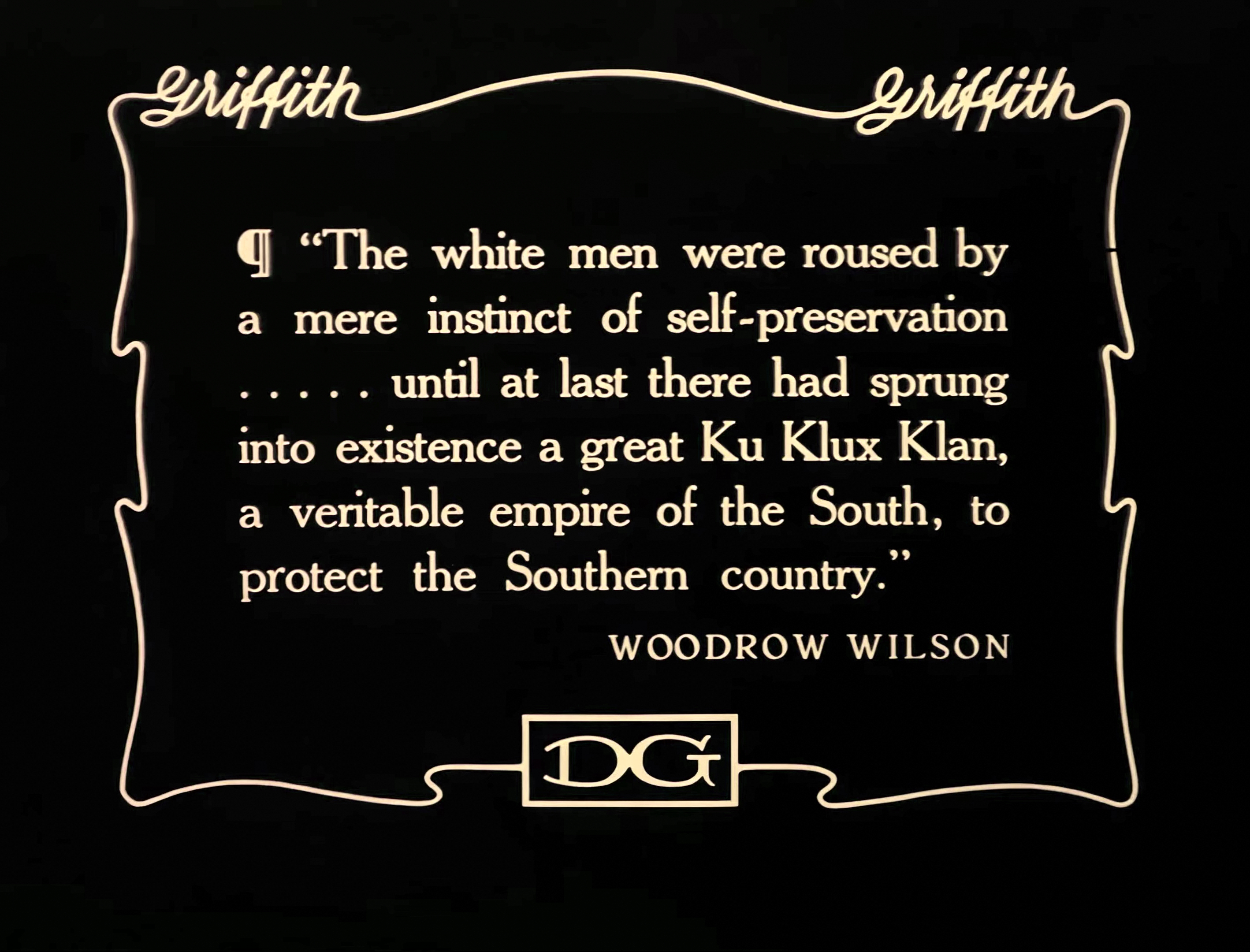
Los hombres blancos fueron despertados por un mero instinto de autoconservación [...] hasta que por fin surgió un gran Ku Klux Klan, un verdadero imperio del sur, para proteger a la Nación del sur
Una cita de Woodrow Wilson utilizada en El nacimiento de una nación.

Wilson nació y se crio en el sur de los Estados Unidos, sus padres eran partidarios de la esclavitud y de la Confederación. En el ámbito académico, Wilson fue un apologista de la esclavitud y uno de los principales promotores del mito de la Causa Perdida. Wilson fue el primer presidente electo sureño desde Zachary Taylor en 1848 y el único que había sido miembro de la Confederación. La elección de Wilson fue celebrada por los segregacionistas del sur. En Princeton, Wilson se opuso firmemente a la admisión de estudiantes afroamericanos. Varios historiadores han destacado ejemplos consistentes en el registro público de las políticas abiertamente racistas de Wilson y la inclusión de segregacionistas en su gabinete. Otras fuentes manifiestan que Wilson defendió la segregación como "una política racional y científica" en privado y lo describen como un hombre al que "le encantaba contar chistes racistas 'oscuros' sobre los estadounidenses negros". Cuando Wilson era joven, se había opuesto vigorosamente a la política de la Reconstrucción, y, como presidente, revivió las políticas de segregación racial en el gobierno federal, por primera vez desde el fin de la guerra de Secesión.
La película El nacimiento de una nación, famosa por su mensaje supremacista blanco, fue la primera en proyectarse en la Casa Blanca según. Puesto que el presidente mantenía el luto por la muerte de su esposa no deseaba salir de la Casa Blanca para eventos de ocio, por lo que la cinta de D.W. Griffith fue proyectada en la Sala Oeste para verla Wilson, su hija y algunos miembros de su gabinete, incluida la cita del propio presidente sobre la raza blanca y la negra tomada de su libro, The History of the American People, publicado en 1901, que contiene pasajes extremadamente controvertidos.

### Segregacionismo en la burocracia federal
Para la década de 1910, los afroamericanos habían quedado efectivamente excluidos de los cargos electos. Obtener un nombramiento ejecutivo para un puesto dentro de la burocracia federal solía ser la única opción para los estadistas afroamericanos. Según Berg, Wilson siguió nombrando a afroamericanos en puestos que tradicionalmente habían sido ocupados por negros, superando la oposición de muchos senadores del sur. Oswald Guarnición Villard, quien más tarde se convirtió en su oponente, inicialmente pensó que Wilson no era un fanático y apoyaba el progreso de los negros, y se sintió frustrado por la oposición sureña en el Senado, ante lo cual Wilson capituló. En una conversación con Wilson, el periodista John Palmer Gavit se dio cuenta de que la oposición a esos puntos de vista ciertamente precipitaría un conflicto que detendría por completo cualquier programa legislativo. Wilson nombró a un total de nueve afroamericanos para puestos destacados en la burocracia federal, ocho de los cuales eran remanentes republicanos.  Al asumir el cargo, Wilson despidió a todos menos a dos de los diecisiete supervisores negros de la burocracia federal designados por Taft.
Desde 1863, la misión de Estados Unidos en Haití y Santo Domingo estuvo casi siempre encabezada por un diplomático afroamericano, independientemente del partido al que perteneciera el presidente en ejercicio; Wilson puso fin a esta tradición de medio siglo, pero continuó nombrando a diplomáticos negros como George Washington Buckner, así como a Joseph L. Johnson,  para encabezar la misión a Liberia.  Desde el final de la Reconstrucción, la burocracia federal había sido posiblemente la única carrera en la que los afroamericanos podían experimentar cierto grado de igualdad,  y era el elemento vital y la base de la clase media negra.
La administración de Wilson intensificó las políticas de contratación discriminatorias y la segregación de las oficinas gubernamentales que habían comenzado con Theodore Roosevelt y continuaron con Taft. A fines de 1913, muchos departamentos, incluidos la Armada, el Tesoro y la Oficina de Correos, tenían espacios de trabajo, baños y cafeterías segregados. Muchas agencias utilizaron la segregación como pretexto para adoptar una política de empleo solo para blancos, alegando que carecían de instalaciones para trabajadores negros. En estos casos, a los afroamericanos empleados antes de la administración de Wilson se les ofreció la jubilación anticipada, se les transfirió o simplemente se les despidió.
En 1919, los veteranos negros que regresaban a su hogar se sorprendieron al descubrir que se habían establecido las leyes de Jim Crow, muchos no podían volver a los trabajos que tenían antes de la guerra o incluso ingresar al mismo edificio en el que solían trabajar debido al color de su piel.

### Segregacionismo en las fuerzas armadas
Si bien la segregación había estado presente en el Ejército antes de la presidencia de Wilson, su gravedad aumentó significativamente durante sus mandatos. En el primero, el Ejército y la Marina se negaron a nombrar nuevos oficiales negros. Los que ya estaban en servicio sufrieron una mayor discriminación y, a menudo, fueron expulsados o despedidos por motivos dudosos. Después de la entrada de los EE. UU. en la Primera Guerra Mundial, el Departamento de Guerra reclutó a cientos de miles de negros en el Ejército, los reclutas recibían la misma paga sin distinción de raza. Se reanudó la puesta en servicio de los oficiales afroamericanos, pero las unidades permanecieron segregadas y la mayoría de las unidades compuestas por soldados negros estaban dirigidas por oficiales blancos.
A diferencia del Ejército, la Marina de los Estados Unidos nunca estuvo formalmente segregada. Tras el nombramiento de Josephus Daniels por parte de Wilson como secretario de Marina, se implementó rápidamente un sistema similar al de las Leyes Jim Crow; con barcos, instalaciones de entrenamiento, baños y cafeterías segregados. Si bien Daniels amplió significativamente las oportunidades de ascenso y capacitación disponibles para los marineros blancos, cuando Estados Unidos entró en la Primera Guerra Mundial, los marineros afroamericanos habían sido relegados casi en su totalidad a tareas de comedor y custodia, a menudo asignados para actuar como sirvientes de los blancos.

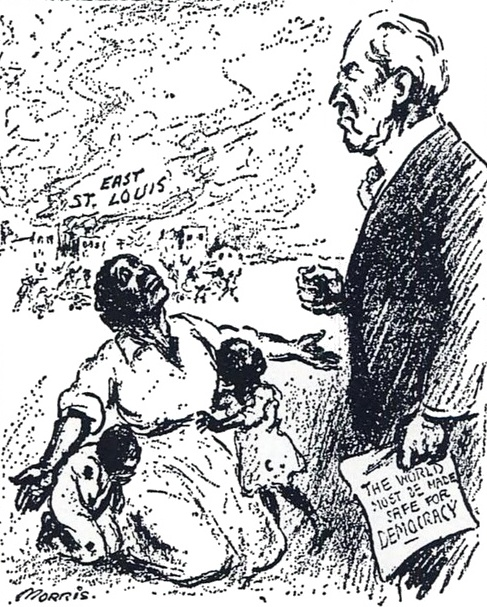
Una caricatura política de 1917 publicada en el New York Evening Mail sobre los disturbios de East St. Louis en 1917 con la leyenda "Señor presidente, ¿por qué no hacer de Estados Unidos un lugar seguro para la democracia?"

### Violencia racial
La "gran migración" de afroamericanos del sur se produjo en 1917 y 1918 en respuesta a la demanda de mano de obra industrial. Esta corriente desencadenó disturbios raciales, como los East San Louis de 1917. Después de muchas protestas públicas, Wilson consultó al fiscal general Thomas Watt Gregory si el gobierno federal podía intervenir para "controlar estos vergonzosos ultrajes". Siguiendo el consejo de Gregory, Wilson no tomó medidas directas contra los disturbios. En 1918, se pronunció en contra de los linchamientos en los Estados Unidos, declarando:
"Digo claramente que cada estadounidense que participe en la acción de las turbas o le da algún tipo de continencia no es un verdadero hijo de esta gran democracia sino su traidor y ... [la desacredita] por esa sola deslealtad a sus normas de derecho y de derechos".
En 1919, se produjo otra serie de disturbios raciales en Chicago, Omaha y otras varias ciudades importantes del norte. El gobierno federal no intervino, como tampoco lo había hecho anteriormente.

## Idealismo, moralismo y wilsonianismo
Presbiteriano de profunda fe religiosa, Wilson apeló a un evangelio de servicio y promovió un profundo sentido del moralismo. El internacionalismo idealista de Wilson , ahora conocido como "wilsonianismo", llama a los Estados Unidos a entrar en la arena mundial para luchar por la democracia, y ha sido una posición polémica en la política exterior estadounidense , sirviendo como modelo para que los "idealistas" emulen y "realistas" rechacen desde entonces. Wilson fue un escritor y pensador notablemente eficaz y sus políticas diplomáticas tuvieron una profunda influencia en el mundo

### Diplomacia misionera
La diplomacia misionera fue la idea de Wilson de que Washington tenía la responsabilidad moral de negar el reconocimiento diplomático a cualquier gobierno latinoamericano que no fuera democrático. Fue una expansión de la Doctrina Monroe de 1823 del presidente James Monroe.

### Principios del wilsonianismo
Los principios asociados con el "wilsonianismo" a lo largo del siglo XX y hasta el XXI incluyen:
- Conferencias y órganos dedicados a la resolución de conflictos, especialmente la Sociedad de Naciones y las Naciones Unidas.
- Defensa de la expansión de la democracia.  Anne-Marie Slaughter escribe que Wilson esperaba y deseaba "que la democracia resultara de la autodeterminación, pero nunca buscó difundir la democracia directamente".  Slaughter escribe que la Sociedad de Naciones de Wilson tenía la intención similar de fomentar la democracia sirviendo como "un muro alto detrás del cual las naciones" (especialmente las naciones pequeñas) "podrían ejercer su derecho a la autodeterminación", pero que Wilson no imaginó que los EE. UU. intervendría afirmativamente para "dirigir" o "dar forma" a las democracias en naciones extranjeras.[139]
- Énfasis en la autodeterminación de los pueblos;
- Defensa de la expansión del capitalismo
- Apoyo a la seguridad colectiva y, al menos, oposición parcial al aislacionismo estadounidense.
- Apoyo al multilateralismo a través de la deliberación colectiva entre las naciones
- Apoyo a la diplomacia abierta y oposición a los tratados secretos
- Apoyo a la libertad de navegación y libertad de los mares

## En la cultura popular
Aparte de biografías y estudios sobre su personalidad y trayectoria política y personal, el cine se ocupó de recrear algunos de los momentos más destacables de su carrera presidencial en película, Wilson (1944) de Henry King, una superproducción rodada en color que, huyendo de la típica hagiografía o biopic al uso, intentaba reflejar con honestidad las formas y tiempos del personaje. Con la presencia de varios de destacados actores de Hollywood, donde Woodrow era encarnado por el gran actor Alexander Knox, acompañado por secundarios como Vincent Price, Geraldine Fitzgerald, Cedric Hardwicke o Charles Coburn, la película tiene un contexto histórico de rodaje y estreno que le hace poseedor de varias lecturas para según qué críticos y obtuvo diez nominaciones a los Premios de la Academia y ganando cinco de ellos. A pesar de su popularidad entre las élites, Wilson fue una bomba de taquilla, incurriendo en una pérdida de casi $ 2 millones para el estudio. Ningún estudio importante ha intentado desde entonces crear una película basada en la vida de Wilson.

## Obras
- Congressional Government: A Study in American Politics. Boston: Houghton, Mifflin, 1885.
- The State: Elements of Historical and Practical Politics. Boston: D.C. Heath, 1889.
- Division and Reunion, 1829–1889. New York, London, Longmans, Green, and Co., 1893.
- An Old Master and Other Political Essays. New York: Charles Scribner's Sons, 1893.
- Mere Literature and Other Essays. Boston: Houghton Mifflin, 1896.
- George Washington. New York: Harper & Brothers, 1897.
- The History of the American People. In five volumes. New York: Harper & Brothers, 1901–02.
- Constitutional Government in the United States. New York: Columbia University Press, 1908.
- The Free Life: A Baccalaureate Address. New York: Thomas Y. Crowell & Co., 1908.
- The New Freedom: A Call for the Emancipation of the Energies of a Generous People. New York: Doubleday, Page & Co., 1913.
- The Road Away from Revolution. Boston: Atlantic Monthly Press, 1923; reprint of short magazine article.
- The Public Papers of Woodrow Wilson. Ray Stannard Baker and William E. Dodd (eds.) In six volumes. New York: Harper & Brothers, 1925–27.
- Study of public administration (Washington: Public Affairs Press, 1955)
- A Crossroads of Freedom: The 1912 Campaign Speeches of Woodrow Wilson. John Wells Davidson (ed.) New Haven, CT: Yale University Press, 1956.
- The Papers of Woodrow Wilson. Arthur S. Link (ed.) In 69 volumes. Princeton, NJ: Princeton University Press, 1967–1994.